# Въоръжени сили на Италия
Италианските въоръжени сили (на италиански: Forze armate italiane (FF.AA.)) са организацията, на която Конституцията възлага отбраната на суверенитета и териториалната цялост на Италианска република. Поради националната специфика и историческите традиции на страната е трудно да се направи точно разграничение между въоръжените сили и силите за сигурност на Италия. С официален статус на видове въоръжени сили се ползват четири организации. От тях три са подчинени на Министерството на отбраната на Република Италия (Италианска армия, Военен флот и Военно въздухоплаване), а четвърта е на двойно подчинение в мирно време на Министерството на отбраната и Министерството на вътрешните работи (Карабинерите). Две служби официално имат статут на отделен специален род войски. От тях едната е подчинена на Министерството на финансите и икономиката (Финансовата гвардия), а другата е с двойно подчинение в мирно време – на Министерството на отбраната и Министерството на транспорта (Бреговата охрана и портовите капитанства). Върховен главнокомандващ на Италианските въоръжени сили е Президентът на Италия, който оглавява Върховния съвет по отбраната.

## Организация
Видове въоръжени сили, самостоятелни родове войски и спомагателни организации:
- Италианска армия (Esercito Italiano (E.I.)) – вид въоръжени сили, сухопътните войски на Италия. до 2000 г. Карабинерите са техен вид войски, след което са отделени като четвъртия вид въоръжени сили на Италия.
- Военен флот (Marina Militare (М.М.)) – вид въоръжени сили, военноморските сили на Италия, познати и като Marina Militare Italiana (M.M.I.).
- Военно въздухоплаване (Aeronautica Militare (А.М.)) – вид въоръжени сили, военновъздушните сили на Италия, по-добре познати като Aeronautica Militare Italiana (А.M.I.).
- Карабинери (Arma dei Carabinieri) – вид въоръжени сили, до 2000 г. са род войски на Армията, от където идва и съкращението C.C. (от Corpo dei Carabinieri), използвано и на регистрационните табели на автомобилите на карабинерите. Освен военна полиция, те са и полицейска служба за селските и труднодостъпните райони на страната (подобно на френската Жандармерия, която е техен първообраз), а отделни служби на Карабинерите освен на двойното подчинение на Министерството на отбраната и Министерството на вътрешните работи, са подчинени и на други миистерства (службата за дипломатическа охрана, осигуряваща безопасността на чуждите посолства в Рим и на италианските посолства зад граница е подчинена и на Министерството на външните работи, службата за опазване на културното наследство е подчинена и на Министерството на културата, а службата за безопасност на храните е подчинена и на Министрството на земеделието и храните).
- Финансова гвардия (Guardia di Finanza (GdiF)) – с официален статус на отделен специален род войски, но в мирно време подчинена единствено на Министерството на финансите и икономиката. В разговорния език може да се срещне и като „службата „Антимафия“, доколкото се занимава със случаите на финансови злоупотреби, укриване на данъци, фалшифициране на пари и ценни книжа, контрабандата и наркотрафика – или обичайните дейности на организираната престъпност в Италия. В ред случаи Финансовата гвардия припокрива функциите на италианската „Брегова охрана“, свързани с пресичане на контрабандата и наркотрафика по море.
- Корпус на портовите капитанства – Брегова охрана (Corpo delle capitanerie di porto – Guardia costiera) – с официален статус на отделен специален род войски, в мирно време на двойно подчинение на Министерството на отбраната (Оперативно на ВМС) и на Министерството на транспорта. Финансовата гвардия е натоварена основно с функциите на брегова охрана, свързани с пресичане на контрабандата и наркотрафика по море, а тази служба има две основни функции за двете си съставни части. Портовите капитанства представляват Морската администрация на Република Италия, надзираващи пристанищата, морската сигнализация, бреговите укрепителни и дренажни работи и регистрацията н аиталианските плавателни съдове. Корабите и катерите на Бреговата охрана осъществяват патрулирането на италианските териториални води и ИИЗ с цел пресичане на нелегалната имиграция, нелегалния риболов и са основната държавна структура, осъществяваща търсене и спасяване на море.
- Доброволен военен корпус на Италианския червен кръст (Corpo militare volontario della Croce Rossa Italiana) – спомагателен вид войски, санитарен персонал за оказване на първа помощ и медицинска евакуация.
- Корпус на доброволния болничен персонал на Италианския червен кръст (Corpo delle Infermiere Volontarie della Croce Rossa Italiana) – спомагателен вид войски, лекари, медицински специалисти и медицински сестри, лаборанти и фармацевти, служещи във военните болници в Италия и военнополевите болници в мисии зад граница.
- Военен корпус към Италианската армия на Съверения военен малтийски орден (Corpo Militare dell'Esercito Italiano del Sovrano Militare Ordine di Malta) – със сходни на Доброволния военен корпус на Италианския червен кръст функции, но организиран от рицарския орден.
- Италиански военен ординат (L'ordinariato militare italiano) – организация на Римокатолическата църква, обгрижваща членовете на италианските въоръжени сили, изповядващи тази религия.

### Върховен съвет за отбрана
Върховният съвет за отбрана (Consiglio supremo di difesa) е висшият държавен орган на Републик аИталия, определящ стратегическите насоки за развитие на сектора на отбраната на страната. Постоянният му състав включва:
- Президентът на Републиката (Presidente della Repubblica) (Председател на Съвета)
- Председателят на Съвета на министрите (Presidente del Consiglio dei Ministri, премиерът) (Заместник-председател на Съвета)
- Министърът на външните работи (Ministro degli Affari Esteri)
- Министърът на отбраната (Ministro della Difesa)
- Министърът на вътрешните работи (Ministro dell'Interno)
- Министърът на икономиката и финансите (Ministro dell'Economia e delle Finanze)
- Министърът на икономическото развитие (Ministro dello Sviluppo Economico)
- Началникът на Генералния щаб на отбраната (Capo di Stato Maggiore della Difesa)

Съветът има Секретар без право на глас, който ръководи малобройната му администрация. По решение на Съвета на заседанията му могат да бъдат привиквани и други длъжностни лица (началниците на видовете въоръжени сили, на разузнавателните служби и службите за сигурност например), но те нямат право на глас при гласуванията.

### Министерство на отбраната
Министерството на отбраната (Ministero della difesa) е органът на централната власт (Съвета на министрите или Правителството), осъществяващ граждански контрол върху въоръжените сили и осигуряващ финансирането им и окомплектоването им с личен състав, въоръжение, техника и материали.
Министър на отбраната и заместник министри
- Органични служби на Министерството (Uffici dell'organico del ministero)(директно подчинени на министъра)
- Техническо-административен сектор (Area tecnico-amministrativa)
  - Генерален секретар и Национален директор по въоръженията (Segretario generale e direttore nazionale degli armamenti, оглавява сектора)
  - 4 генерални дирекции и 5 дирекции (4 direzioni generali e 5 direzioni)
- Техническо-оперативен сектор (Area tecnico-operativa). Административно подчинени на Министерството са:
  - ГЕНЕРАЛЕН ЩАБ НА ОТБРАНАТА (Stato maggiore della difesa (SMD))
  - Оперативно командване за съвместни операции (Comando operativo di vertice interforze (COI))
  - Междувидово командване за операции на специалните сили (Comando interforze per le operazioni delle forze speciali (COFS))
  - Институт за висши науки на отбраната (Istituto alti studi della difesa (IASD))
  - междувидови тренировъчни центрове

### Генерален щаб на отбраната
Генералният щаб на отбраната е висшият професионален орган, осъществяващ стратегическото и оперативното планиране и управление на силите.
НАЧАЛНИК НА ГЕНЕРАЛНИЯ ЩАБ НА ОТБРАНАТА (Capo di stato maggiore della difesa) (генерал/ адмирал (generale / ammiraglio))
- Генерален отдел на Началника на ГЩО (Ufficio generale del capo di stato maggiore della difesa)
- Генерален отдел на Военномедицинската служба (Ufficio generale della Sanità militare (UGESAN))
- Център за висши науки на отбраната (Centro Alti Studi per la Difesa)
- Оперативно командване за съвместни операции (Comando operativo di vertice interforze (COI)) (генерал на армейски корпус/ ескадрен адмирал/ генерал на въздушна ескадра (generale di corpo d'armata / ammiraglio di squadra / generale di squadra aerea), съответстват на генерал-лейтенант и вицеадмирал в Българската армия)
- Междувидово командване за операции на специалните сили (Comando interforze per le operazioni delle forze speciali (COFS)) (дивизионен генерал/ дивизионен адмирал/ генерал на въздушна дивизия (generale di divisione / ammiraglio di divisione / generale di divisione aerea), съответстват на генерал-майор и контраадмирал в Българската армия))
- Заместник-началник на ГЩО (Sottocapo di stato maggiore della difesa) (генерал на армейски корпус със специални правомощия/ ескадрен адмирал със специални правомощия (generale di corpo d'armata con incarichi speciali / ammiraglio di squadra con incarichi speciali / generale di squadra aerea con incarichi speciali), звание между генерал/ адмирал и генерал-лейтенант/ вицеадмирал, запазено за заместник-началника на ГЩО и началниците на СВ, ВМС, ВВС и Карабинерите).
  - Генерален отдел за планиране, провеждане и одит (Ufficio generale pianificazione programmazione e bilancio (UGPPB))
  - Генерален отдел за правни въпроси (Ufficio generale affari giuridici (UGAG))
  - I Отдел „Персонал“ (I Reparto – personale)
  - II Отдел „Информация и сигурност“ (II Reparto – informazioni e sicurezza)
  - III Отдел „Военна политика и планиране“ (III Reparto – politica militare e pianificazione)
  - IV Отдел „Логистика и инфраструктура“ (IV Reparto – logistica e infrastrutture)
  - V Отдел „Общи дела“ (V Reparto – affari generali)
  - VI Отдел „Системи за командване, контрол, комуникации, компютри, разузнаване и трансформация“ (VI Reparto – sistemi C4I e trasformazioni)

## Сили за специални операции
Докато Италия има дългогодишни традиции в организирането и използването на сили за специални операции, организирането им в отделни командвания е нововъведение за страната, следвайки политиката на НАТО за обособяване на самостоятелни оперативни командвания за този род войски.
Междувидово командване за операции на специалните сили (Comando interforze per le operazioni delle forze speciali (COFS)) (дивизионен генерал/ дивизионен адмирал/ генерал на въздушна дивизия (generale di divisione / ammiraglio di divisione / generale di divisione aerea) – осъществява оперативното командване на специални операции (Рим)
- Командване на армейските специални сили (Comando delle Forze Speciali dell'Esercito (COMFOSE)) (бригаден еквивалент, специалните подразделения са подчинени административно на Армията, но оперативно на Междувидово командване за операции на специалните сили (Comando interforze per le operazioni delle forze speciali (COFS))) (Пиза)
- Групировка водолази и щурмоваци „Тезео Тезеи“ (Raggruppamento subacquei e incursori „Teseo Tesei“ (съкращение COMSUBIN от алтернативното название Comando subacquei e incursori – Командване водолази и щурмоваци) (бригаден еквивалент, командирът е контраадмирал, но в италианския флот това звание съответства на комодор или бригаден адмирал) (Вариняно (Порто Венере), край ВМБ Ла Специя)
- Командване на силите за поддръжка и специални операции (Comando delle forze di supporto e speciali (CFSS)) (Рим – Ченточеле) (генерал на въздушна дивизия)
- Командване на мобилните и специализирани части „Палидоро“ (Comando delle unità mobili e specializzate „Palidoro“) (генерал на армейски корпус) (Рим)

Италианските сили за специални операции на въоръжените сили на страната са разделени условно на сили от първи втори и трети ред. В силите за специални операции влизат по едно подразделение от всеки от четирите вида въоръжени сили. Те са най-елитните военни специални сили на страната и тяхното предназначение е прякото изпълнение на специални задачи.

### Сили за специални операции от първи ред (TIER 1)
В силите за специални операции от първи ред влизат по едно подразделение от всеки от четирите вида въоръжени сили. Те са най-елитните военни специални сили на страната и тяхното предназначение е прякото изпълнение на специални задачи.
Армия
- 9-и Парашутен щурмови полк „Колле ди Москин“ (9º Reggimento d'assalto paracadutisti „Col Moschin“ (най-елитното армейско подразделение, специално подразделение първи ред) (Ливорно)

Военен флот
- Оперативна група щурмоваци (G.O.I. – Gruppo operativo incursori del COMSUBIN) (Порто Венере, ВМБ Ла Специя)

Военно въздухоплаване
- Оперативна група щурмоваци (Gruppo Operativo Incursori) (Черветери)

Карабинери
- Група за специална интервенция (Gruppo di intervento speciale) (Ливорно)

### Сили за специални операции от втори ред (TIER 2)
Силите за специални операции от втори ред са разделени в две категории – сили за бойна поддръжка (включват три армейски подразделения) и сили за оперативна поддръжка. Силите за бойна поддръжка са предназначени да участват пряко в специални операции, поддържайки силите за специални операции от първи ред. Силите за оперативна поддръжка включват транспортни подразделения.
Сили за бойна поддръжка
Армия
- 185-и Парашутен полк за разузнаване и целеуказване „Фолгоре“ (185º Reggimento paracadutisti ricognizione acquisizione obiettivi „Folgore“) (специално подразделение втори ред) (Ливорно)
- 4-ти Парашутен алпийски полк (4º Reggimento alpini paracadutisti) (специално подразделение втори ред) (Верона)
- 28-и Полк за оперативни комуникации „Павия“ (28º Reggimento Comunicazioni Operative „Pavia“) (подразделение за оперативна поддръжка на специалните сили, противно на названието, поделението не е свързочно, а за провеждане на психологически операции) (Пезаро)

Сили за оперативна поддръжка
Армия
- 3-ти Вертолетен полк за специални операции „Алдебаран“ (3º Reggimento elicotteri operazioni speciali „Aldebaran“) (Витербо)

Военен флот
- Специална военноморска група (Gruppo Navale Speciale) (включва водолазни кораби, скоростни моторни лодки и подводни транспортьори) (Порто Венере, ВМБ Ла Специя)

Военно въздухоплаване
- 9-о Крило „Франческо Барака“ (9º Stormo „Francesco Baracca“) (вертолети за специални операции) (авиобаза Грацанизе)

### Сили за специални операции от трети ред (TIER 3)
Силите за специални операции от трети ред са частично подготвени за специални операции, но са в състава на конвенционалните сили и предназначението им е да оказват специална оперативна поддръжка на конвенционалните сили.
Армия
- Парашутен разузнавателен взвод на 183-ти Парашутен полк „Нембо“ (Plotone esploratori paracadutisti del 183º Reggimento paracadutisti „Nembo“) (Пистоя)
- Парашутен разузнавателен взвод на 186-и Парашутен полк „Фолгоре“ (Plotone esploratori paracadutisti del 186º Reggimento paracadutisti „Folgore“) (Сиена)
- Парашутен разузнавателен взвод на 187-и Парашутен полк „Фолгоре“ (Plotone esploratori paracadutisti del 187º Reggimento paracadutisti „Folgore“) (Ливорно)
- Парашутен разузнавателен взвод на Полк лагунари „Серенисима“ (Plotone esploratori anfibi del Reggimento lagunari „Serenissima“) (Местре)

Военен флот
- Рота за специални операции на Бригада „Сан Марко“ (Compagnia Operazione Speciali della Brigata marina „San Marco“) (Бриндизи)

Карабинери
- 1-ви Парашутен полк карабинери „Тускания“ (1º Reggimento carabinieri paracadutisti „Tuscania“ (Arma dei Carabinieri) (Ливорно)

## Италианска армия
ГЛАВЕН ЩАБ НА АРМИЯТА (Stato Maggiore dell'Esercito) (Рим)
- Командване на армейските специални сили (Comando delle Forze Speciali dell'Esercito (COMFOSE)) (бригаден еквивалент, специалните подразделения са подчинени административно на Армията, но оперативно на Междувидово командване за операции на специалните сили (Comando interforze per le operazioni delle forze speciali (COFS))) (Пиза)
  - 9-и Парашутен щурмови полк „Колле ди Москин“ (9º Reggimento d'assalto paracadutisti „Col Moschin“ (най-елитното армейско подразделение, специално подразделение първи ред) (Ливорно)
  - 185-и Парашутен полк за разузнаване и целеуказване „Фолгоре“ (185º Reggimento paracadutisti ricognizione acquisizione obiettivi „Folgore“) (специално подразделение втори ред) (Ливорно)
  - 4-ти Парашутен алпийски полк (4º Reggimento alpini paracadutisti) (специално подразделение втори ред) (Верона)
  - 28-и Полк за оперативни комуникации „Павия“ (28º Reggimento Comunicazioni Operative „Pavia“) (подразделение за оперативна поддръжка на специалните сили)
  - 3-ти Вертолетен полк за специални операции „Алдебаран“ (3º Reggimento elicotteri operazioni speciali „Aldebaran“) (специално подразделение втори ред, част от Бригадата армейска авиация) (Витербо)
- Единен армейски стипендиантски център (Centro Unico Stipendiale dell'Esercito) (Рим)
- Централна логистична групировка (Raggruppamento Logistico Centrale) (Рим)
- Национален армейски новобрански селекционен център (Centro di Selezione e Reclutamento Nazionale dell'Esercito) (Фолино)
- Организация на военното съдопроизводство (Organizzazione Penitenziaria Militare) (Санта Мария Капуа Ветере)
- Армейски олимпийски спортен център (Centro Sportivo Olimpico dell'Esercito) (Рим)
- Командване на оперативните наземни сили (Comando delle Forze Operative Terrestri (COMFOTER)) (Верона)
- Столично военно командване (Comando Militare della Capitale (CMC)) (Рим)
- Логистично командване на Армията (Comando Logistico dell'Esercito) (Рим)
- Командване за обучение, специализация и доктрина на Армията (Comando per la Formazione, Specializzazione e Dottrina dell'Esercito (COMFORDOT)) (Рим)
- Инфраструктурен инспекторат (Ispettorato delle Infrastrutture) (Рим)

### Командване на оперативните наземни сили
- Командване на оперативните наземни сили (Comando delle Forze Operative Terrestri (COMFOTER)) (Верона)
  - Парашутна бригада „Фолгоре“ (Brigata Paracadutisti „Folgore“) (Ливорно)
    - Поделение за командване и тактическа поддръжка „Фолгоре“ (Reparto Comando e Supporti Tattici „Folgore“) (Ливорно)
    - 183-ти Парашутен полк „Нембо“ (183º Reggimento paracadutisti „Nembo“) (Пистоя)
    - 186-и Парашутен полк „Фолгоре“ (186º Reggimento paracadutisti „Folgore“) (Сиена)
    - 187-и Парашутен полк „Фолгоре“ (187º Reggimento paracadutisti „Folgore“) (Ливорно)
    - 3-ти Кавалерийски полк „Савойска кавалерия“ (3º Reggimento „Savoia Cavalleria“) (Гросето)
    - 185-и Парашутен артилерийски полк „Фолгоре“ (185º Reggimento artiglieria paracadutisti „Folgore“) (Брачано)
    - 8-и Парашутен инженерно-сапьорен полк „Фолгоре“ (8º Reggimento genio guastatori paracadutisti „Folgore“) (Леняно)
    - Логистичен полк „Фолгоре“ (Reggimento Logistico „Folgore“) (Пиза)
    - Център за парашутна подготовка (Centro Addestramento di Paracadutismo) (Пиза)

  - Командване на алпийските войски (Comando Truppe Alpine) (Болцано)
    - Алпийска дивизия „Тридентина“ (Divisione Alpina „Tridentina“) (Болцано)
      - Алпийска бригада „Тауринензе“ (Brigata Alpina „Taurinense“) (Торино)
        - Поделение за командване и тактическа поддръжка „Тауринензе“ (Reparto Comando e Supporti Tattici „Taurinense“) (Торино)
        - 2-ри Алпийски полк (2º Reggimento alpini) (Кунео)
        - 3-ти Алпийски полк (3º Reggimento alpini) (Пинероло)
        - 9-и Алпийски полк (9º Reggimento alpini) (Л'Акуила)
        - 1-ви Кавалерийски полк „Кавалерия на Ница“ (1° Reggimento „Nizza Cavalleria“) (Белиндзаго Новарезе)
        - 1-ви Полеви артилерийски полк (планински) (1º Reggimento artiglieria terrestre (montagna)) (Фосано)
        - 32-ри Алпийски инженерно-сапьорен полк (32º Reggimento genio guastatori alpino) (Торино)
        - Логистичен полк „Тауринензе“ (Reggimento Logistico „Taurinense“) (Риволи)

      - Алпийска бригада „Джулия“ (Brigata Alpina „Julia“) (Удине)
        - Поделение за командване и тактическа поддръжка „Джулия“ (Reparto Comando e Supporti Tattici „Julia“) (Удине)
        - 5-и Алпийски полк (5º Reggimento alpini) (Випитено)
        - 7-и Алпийски полк (7º Reggimento alpini) (Белуно)
        - 8-и Алпийски полк (8º Reggimento alpini) (Чивидале дел Фриули)
        - 2-ри Кавалерийски полк „Пиемонтска кавалерия“ (2º Reggimento „Piemonte Cavalleria“) (Вила Опичина)
        - 3-ти Полеви артилерийски полк (планински) (3º Reggimento artiglieria terrestre (montagna)) (Толмецо)
        - 2-ри Алпийски инженерно-сапьорен полк (2º Reggimento genio guastatori alpino) (Тренто)
        - Логистичен полк „Джулия“ (Reggimento Logistico „Julia“)

      - Център за алпийска подготовка (Centro di Addestramento Alpino) (Аоста)
        - Административна групировка (Raggruppamento Addestrativo) (Аоста)
        - 6-и Алпийски полк (6º Reggimento alpini) (Брунико)
        - Поделение за спортни дейности (Reparto Attività Sportive) (Курмайо)

    - Армейско военно командване Пиемонт и Вале д'Аоста (CME Piemonte e Valle d'Aosta)
    - Армейско военно командване Лигурия (CME Liguria)
    - Армейско военно командване Ломбардия (CME Lombardia)
    - Документален център Милано (CEDOC Milano)
    - Документален център Бреша (CEDOC Brescia)
    - Документален център Комо (CEDOC Como)

  - Командване на Интеррегионален отбранителен отряд Север (Comando Forze di Difesa Interregionale Nord (COMFODIN)) (Падуа)
    - Дивизия „Фриули“ (Divisione „Friuli“) (Флоренция)
      - Поделение за командване и логистична поддръжка „Фриули“ (Reparto Comando e Supporto Logistico „Friuli“)
      - 132-ра Бронирана бригада „Ариете“ (132ª Brigata Corazzata „Ariete“) (Порденоне)
        - Поделение за командване и тактическа поддръжка „Ариете“ (Reparto Comando e Supporti Tattici „Ariete“) (Порденоне)
        - 32-ри Танков полк (32º Reggimento carri) (Спилимберго)
        - 132-ри Танков полк (132º Reggimento carri) (Корденонс)
        - 11-и Полк берсалиери (11º Reggimento bersaglieri) (Орченико Супериоре)
        - 5-и Кавалерийски полк „Новарски лансири“ (5° Reggimento „Lancieri di Novara“) (Кодройпо)
        - 132-ри Брониран артилерийски полк „Ариете“ (132º Reggimento artiglieria corazzata „Ariete“) (Маниаго)
        - 10-и Инженерно-сапьорен полк (10º Reggimento genio guastatori) (Кремона)
        - Логистичен полк „Ариете“ (Reggimento Logistico „Ariete“) (Маниаго)

      - Кавалерийска бригада „Поцуоло дел Фриули“ (Brigata di Cavalleria „Pozzuolo del Friuli“) (Гориция)
        - Поделение за командване и тактическа поддръжка „Поцуоло дел Фриули“ (Reparto Comando e Supporti Tattici „Pozzuolo del Friuli“) (Гориция)
        - Полк лагунари „Сесенисима“ (амфибийна пехота за отбрана на района на Венеция, „Серенисима“ е част от названието на Венецианската република и прозвище на град Венеция) (Reggimento lagunari „Serenissima“) (Местре)
        - 4-ти кавалерийски полк „Геуезка кавалерия“ (4° Reggimento „Genova Cavalleria“) (Палманова)
        - Полк конна артилерия (Reggimento artiglieria a cavallo) (Милано)
        - 3-ти Инженерно-сапьорен полк (3º Reggimento genio guastatori) (Удине)
        - Логистичен полк „Поцуоло дел Фриули“ (Reggimento Logistico „Pozzuolo del Friuli“) (Ремандзако)

      - Въздушномобилна бригада „Фриули“ (Brigata Aeromobile „Friuli“) (Болоня)
        - Поделение за командване и тактическа поддръжка „Фриули“ (Reparto Comando e Supporti Tattici „Friuli“)
        - 66-и Полк въздушномобилна пехота „Триест“ (66º Reggimento fanteria aeromobile „Trieste“) (Форли)
        - 5-и Полк армейска авиация „Ригел“ (5º Reggimento AVES „Rigel“) (Казарса дела Делиция)
        - 7-и Полк армейска авиация „Вега“ (7º Reggimento AVES „Vega“) (Римини)
        - Логистичен полк „Фриули“ (Reggimento Logistico „Friuli“) (Будрио)

    - Армейско военно командване Фриули - Венеция Джулия (CME Friuli Venezia Giulia)
    - Армейско военно командване Марке (CME Marche)
    - Армейско военно командване Абруцо (CME Abruzzo)
    - Армейско военно командване Умбрия (CME Umbria)
    - Армейско военно командване Емилия-Романя (CME Emilia Romagna)
    - Документален център Удине (CEDOC Udine)
    - Документален център Верона (CEDOC Verona)
    - Армейски военен президиум Верона (Presidio Militare Esercito Verona)

  - Командване на Интеррегионален отбранителен отряд Юг (Comando Forze di Difesa Interregionale Sud (COMFODIS)) (Сан Джорджо а Кремано)
    - Дивизия „Акуи“ (Divisione „Acqui“) (Сан Джорджо а Кремано)
      - Поделение за командна и логистична поддръжка „Акуи“ (Reparto Comando e Supporto Logistico „Acqui“)
      - Механизирана бригада „Аоста“ (Brigata Meccanizzata „Aosta“) (Месина)
        - Поделение за командна и тактическа поддръжка „Аоста“ (Reparto Comando e Supporti Tattici „Aosta“) (Месина)
        - 5-и Пехотен полк „Аоста“ (5º Reggimento fanteria „Aosta“) (Месина)
        - 62-ри Пехотен полк „Сицилия“ (62º Reggimento fanteria „Sicilia“) (Катания)
        - 6-и Полк берсалиери (6º Reggimento bersaglieri) (Трапани)
        - 6-и кавалерийски полк „Лансири на Аоста“ (6º Reggimento „Lancieri di Aosta“) (Палермо)
        - 24-ти Полеви артилерийски полк (самоходен) „Пелоритани“ (24º Reggimento artiglieria terrestre (Semovente) „Peloritani“) (Месина)
        - 4-ти Инженерно-сапьорен полк (4º Reggimento genio guastatori) (Палермо)
        - Логистичен полк „Аоста“ (Reggimento Logistico „Aosta“) (Палермо)

      - Механизирана бригада „Пинероло“ (Brigata Meccanizzata „Pinerolo“) (Бари)
        - Поделение за командна и тактическа поддръжка „Пинероло“ (Reparto Comando e Supporti Tattici „Pinerolo“) (Бари)
        - 9-и пехотен полк „Бари“ (9º Reggimento fanteria „Bari“) (Трани)
        - 82-ри пехотен полк „Торино“ (82º Reggimento fanteria „Torino“) (Барлета)
        - 7-и Полк берсалиери (7º Reggimento bersaglieri) (Алтамура)
        - 8-и Кавалерийски полк „Лансири на Монтобело“ (8º Reggimento „Lancieri di Montebello“) (Рим)
        - 21-ви Полеви артилерийски полк (самоходен) „Триест“ (21º Reggimento artiglieria terrestre (Semovente) „Trieste“) (Фоджа)
        - 11-и Инженерно-сапьорен полк (11º Reggimento genio guastatori) (Фоджа)
        - Логистичен полк „Пинероло“ (Reggimento Logistico „Pinerolo“) (Бари)

      - Механизирана бригада „Сасари“ (Brigata meccanizzata „Sassari“) (Сасари)
        - Поделение за командна и тактическа поддръжка „Сасари“ (Reparto Comando e Supporti Tattici „Sassari“) (Сасари)
        - 151-ви пехотен полк „Сасари“ (151º Reggimento Fanteria „Sassari“) (Каляри)
        - 152-ри пехотен полк „Сасари“ (152º Reggimento Fanteria „Sassari“) (Сасари)
        - 3-ти Полк берсалиери (3º Reggimento Bersaglieri) (Капо Теулада)
        - 5-и Инженерно-сапьорен полк (5º Reggimento Genio Guastatori) (Макомер)
        - Логистичен полк „Сасари“ (Reggimento Logistico „Sassari“)

      - Бригада берсалиери „Гарибалди“ (Brigata Bersaglieri „Garibaldi“) (Казерта)
        - Поделение за командна и тактическа поддръжка „Гарибалди“ (Reparto Comando e Supporti Tattici „Garibaldi“) (Казерта)
        - 1-ви Полк берсалиери (1º Reggimento bersaglieri) (Козенца)
        - 8-и Полк берсалиери (8º Reggimento bersaglieri) (Казерта)
        - 19-и Полк кавалеристи водачи (19º Reggimento Cavalleggeri „Guide“) (Салерно)
        - 4-ти Танков полк (4º Reggimento carri) (Персано)
        - 8-и Полеви артилерийски полк (самоходен) „Пасубио“ (8º Reggimento artiglieria terrestre (Semovente) „Pasubio“) (Персано)
        - 21-ви Инженерно-сапьорен полк (21º Reggimento genio guastatori) (Казерта)
        - Логистичен полк „Гарибалди“ (Reggimento Logistico „Garibaldi“) (Персано)

    - Армейско военно командване Пулия (CME Puglia)
    - Армейско военно командване Калабрия (CME Calabria)
    - Армейско военно командване Базиликата (CME Basilicata)
    - Армейско военно командване Молизе (CME Molise)
    - Армейско военно командване Сицилия (CME Sicilia)
    - Армейско военно командване Сардиния (CME Sardegna)
    - Документален център Казерта (CEDOC Caserta)
    - Документален център Салерно (CEDOC Salerno)
    - Стадион Албричи (Stadio Albricci)

  - Италиански корпус за бързо реагиране на НАТО (NATO Rapid Deployable Corps-Italy (NRDC-IT)) (Сулбиате Олона)
    - Бригада за поддръжка (Brigata di supporto) (Сулбиате Олона)
      - 1-ви Свързочен полк (1º Reggimento trasmissioni) (Милано)
      - Полк за тактическа логистична поддръжка (Reggimento di Supporto Tattico Logistico) (Сулбиате Олона)

  - Командване армейска авиация (Comando Aviazione dell'Esercito) (Витербо)
    - Бригада армейска авиация (Brigata aviazione dell'Esercito) (Витербо)
    - (Докато личният състав на 5-и и 7-и Полк армейска авиация се числят към армейската авиация като род войски, формално двата полка не съставляват част от Командването армейска авиация, а от Въздушномобилната бригада „Фриули“.)
      - 1-ви Полк армейска авиация „Антарес“ (1º Reggimento AVES „Antares“) (Витербо)
        - 28-а Група ескадрони армейска авиация „Тукано“ (28º Gruppo squadroni AVES „Tucano“) (Витербо)

      - 2-ри Полк армейска авиация „Сирио“ (2º Reggimento AVES „Sirio“) (Ламеция Терме)
        - 30-а Група ескадрони армейска авиация „Пегасо“ (30º Gruppo Squadroni AVES „Pegaso“)
        - 21-ва Група ескадрони армейска авиация „Орса Маджоре“ (21º Gruppo squadroni AVES „Orsa Maggiore“) (Каляри – Елмас)

      - 3-ти Вертолетен полк за специални операции „Алдебаран“ (3º Reggimento elicotteri operazioni speciali „Aldebaran“) (Витербо)
      - 4-ти Полк армейска авиация „Алтаир“ (4º Reggimento AVES „Altair“)
        - 34-та Група ескадрони армейска авиация „Торо“ (34º Gruppo Squadroni AVES „Toro“) (Венариа Реале)
        - 54-та Група ескадрони армейска авиация „Чефео“ (54º Gruppo Squadroni AVES „Cefeo“) (Болцано)

      - Ескадрон ITALAIR (Squadrone ITALAIR) (мироопазваща мисия на ООН в Ливан) (Ливан)

    - Център за подготовка на армейската авиация (Centro Addestrativo AVES) (Витербо)
      - 1-ва Група ескадрони армейска авиация (1º gruppo squadroni „Auriga“) (Витербо)
      - 2-ра Група ескадрони армейска авиация (2º gruppo squadroni „Sestante“) (Витербо)

    - Командване за поддръжка на армейската авиация (Comando Sostegno AVES) (Витербо)
      - 1-ви Полк за поддръжка на армейската авиация (1º Reggimento di sostegno AVES „Idra“) (Брачано)
      - 2-ри Полк за поддръжка на армейската авиация (2º Reggimento di sostegno AVES „Orione“) (Болоня)
      - 3-ти Полк за поддръжка на армейската авиация (3º Reggimento di sostegno AVES „Aquila“) (Орио ал Серио)
      - 4-ти Полк за поддръжка на армейската авиация (4º Reggimento di sostegno AVES „Scorpione“) (Витербо)

  - Артилерийско командване (Comando Artiglieria (Брачано)
    - Учебен полк (Reggimento addestrativo)
    - 5-и Полеви артилерийски полк (РСЗО) „Суперджа“ (5º Reggimento artiglieria terrestre (Lanciarazzi) „Superga“) (Портогруаро)
    - 52-ри Полеви артилерийски полк (самоходен) „Торино“ (52º Reggimento artiglieria terrestre (Semovente) „Torino“) (Верчели)
    - 7-и Полк за ЯХБЗ „Кремона“ (7º Reggimento difesa NBC „Cremona“) (Чивитавекия)

  - Противовъздушно артилерийско командване (Comando Artiglieria Contraerea) (Сабаудия)
    - Учебен полк (Reggimento addestrativo)
    - 4-ти Противовъздушен артилерийски полк „Пескиера“ (4º Reggimento artiglieria controaerei „Peschiera“) (Мантуа, Кремона)
    - 17-и Противовъздушен артилерийски полк „Сфордзеска“ (17º Reggimento artiglieria controaerei „Sforzesca“) (Сабаудия)
    - 121-ви Противовъздушен артилерийски полк „Равена“ (121º Reggimento artiglieria contraerei „Ravenna“) (Болоня, Римини)
    - Поделение за снабдяване и ремонт (Reparto rifornimenti e riparazioni)

  - Армейско свързочно и информационно командване (Comando trasmissioni ed informazioni dell'Esercito) (Анцио)
    - Свързочна бригада (Brigata trasmissioni) (Анцио)
      - 2-ри Алпийски свързочен полк (2º Reggimento trasmissioni alpino) (Болцано)
      - 3-ти Свързочен полк (3º Reggimento trasmissioni) (Рим)
      - 7-и Свързочен полк (7º Reggimento trasmissioni) (Сачиле)
      - 11-и Свързочен полк (11º Reggimento trasmissioni) (Чивитавекия)
      - 32-ри Свързочен полк (32º Reggimento trasmissioni) (Падуа)
      - 46-и Свързочен полк (46º Reggimento trasmissioni) (Palermo)
      - 232-ри Свързочен полк (232º Reggimento Trasmissioni) (Авелино)

    - Бригада за разузнаване, наблюдение, целеуказване и радиоелектронна война (Brigata RISTA – EW) (Анцио)
      - 22-ти Полк за радиоелектронна война (33º Reggimento EW) (Тревизо)
      - 41-ви Полк „Корденонс“ (41º Reggimento „Cordenons“) (Сора)
        - 13-и Батальон „Акуилея“ (13º Battaglione „Aquileia“) (Анцио)

    - Училище за свръзка и информатика (Scuola delle Trasmissioni e Informatica) (Рим)
    - Спомагателни части (Reparti ausiliari)
      - Техническо електронно поделение (Reparto Tecnico Elettronico) (Анцио)
      - Поделение за развитие и интеграция на системи за командване, контрол, комуникация, компютри и разузнаване (Reparto Sviluppo ed Integrazione Sistemi C4) (Падуа)

  - Инженерно командване (Comando Genio) (Рим)
    - Учебен полк (Reggimento addestrativo)
    - Учебен център за подготовка срещу импровизирани взривни устройства (Centro Addestramento contro Ostacolo)
    - 6-и Инженерен пионерен полк (6º Reggimento genio pionieri) (Рим)
    - Железопътен инженерен полк (Reggimento genio ferrovieri) (Кастел Маджоре, Одзано дел'Емилия)
    - 2-ри Инженерен понтонен полк (2º Reggimento genio pontieri) (Пиаченца)
    - Многонационална група за гражданско-военно сътрудничество (Multinational CIMIC Group) (Мота ди Ливендза)

  - 1-ви Танков полк (1º Reggimento corazzato) (експериментален полк на Армията) (Капо Теулада)

### Столично военно командване
- Столично военно командване (Comando Militare della Capitale (CMC)) (Рим)
  - Логистични бази на въоръжените сили (Basi Logistiche della Forza Armata)
  - Военен оркестър на Италианската армия (Banda musicale dell'Esercito Italiano)
  - Поделение за логистична поддръжка Монте Романо (Reparto Supporti Logistici di Monte Romano)
  - Военно-географски институт (Istituto Geografico Militare) (Флоренция)
  - Исторически музей на пехотата (Museo Storico della Fanteria) (Рим)
  - Исторически музей на берсалиерите (берсалиерите представляват механизираната пехота на Италианската армия) (Museo Storico dei Bersaglieri) (Рим)
  - Исторически музей на инженерните войски (Museo Storico del Genio) (Рим)
  - Армейско военно командване Тоскана (Comando Militare Esercito Toscana) (Флоренция)

### Логистично командване на Армията
- Логистично командване на Армията (Comando Logistico dell'Esercito) (Рим)
  - Департамент за администриране и комисариат (Dipartimento di Amministrazione e Commissariato) (Рим)
  - Департамент за транспорт и материали (Dipartimento dei Trasporti e Materiali)
  - Технически департамент (Dipartimento Tecnico)
  - Санитарен департамент (Dipartimento di Sanità)
  - Ветеринатен департамент (Dipartimento di Veterinaria)
  - Пункт за поддръжка на свързочна и електронна техника (Polo di Mantenimento dei Mezzi di Telecomunicazione Elettronici e Optoelettronici) (Рим)
  - Пункт за поддръжка на тежка техника Север (Polo di Mantenimento Pesante Nord) (Piacenza)

### Командване за обучение, специализация и доктрина на Армията
- Командване за обучение, специализация и доктрина на Армията (Comando per la Formazione, Specializzazione e Dottrina dell'Esercito (COMFORDOT)) (Рим)
  - Командване за основно обучение и приложно училище (Comando per la Formazione e Scuola di Applicazione) (Торино)
  - Център за симулация и атестация (Centro di Simulazione e Validazione) (Чивитавекия)
  - Междувидово училище за ЯХБЗ (Scuola Interforze per la Difesa NBC) (Риети)
  - Училище за администрация и комисариат (Scuola di Amministrazione e Commissariato) (Мадалони)
  - Военно здравно и ветеринарно училище (Scuola Militare di Sanità e Veterinaria) (Рим)

### Инфраструктурен инспекторат
- Инфраструктурен инспекторат (Ispettorato delle Infrastrutture) (Рим)
  - Инфраструктурно командване Север (Comando Infrastrutture Nord) (Падуа)
  - Инфраструктурно командване Център (Comando Infrastrutture Centro) (Флоренция)
  - Инфраструктурно командване Юг (Comando Infrastrutture Sud) (Неапол)
  - Оперативно инженерно-инфраструктурно поделение (Reparto Operativo del Genio Infrastrutturale) (Рим)

## Военен флот
ГЛАВЕН ЩАБ НА ВОЕННИЯ ФЛОТ (Stato maggiore della Marina) (Рим)

Началник на Главния щаб на ВMС (Capo di stato maggiore della Marina) (ескадрен адмирал със специални правомощия)

Заместник-началник на Главния щаб на ВMС (Sottocapo di stato maggiore) (ескадрен адмирал със специални правомощия)
- 1-ви Отдел „Персонал“ (1º Reparto „Personale“)
- 3-ти Отдел „Планиране, операции и морска стратегия“ (3º Reparto „Piani, operazioni e strategia marittima“)
- 4-ти Отдел „Логистика“ (4º Reparto „Logistica“)
- 5-и Отдел „Подводници“ (5º Reparto „Sommergibili“)
- 6-и Отдел „Кораби“ (6º Reparto ”Navi”)
- 7-и Отдел „Летателни апарати“ (7º Reparto ”Aeromobili”)
- Отдел „Амфибийни операции“ (Reparto ”Anfibio”)
- Отдел „Системи за командване, контрол, комуникации, компютри и наблюдение“ (Reparto ”C4S”)
- Служба „Общи дела“ (Reparto ”Affari generali”)
- служби на щаба

подчинени на Главния щаб на ВМС:
- Корпус на портовите капитанства – Брегова охрана (Corpo delle capitanerie di porto – Guardia costiera) (съвместно подчинена на ВМС, Министерство на транспорта, Министерство на околната среда и природните ресурси и Министерство на земеделието и храните) (Начело на Корпуса стои офицер със звание „главен адмирал инспектор“ (ammiraglio ispettore capo). Също както и в основния личен състав на ВМС званието „ескадрен адмирал“ е с три звезди и съответства на генерал на армейски корпус, но ескадрен адмирал с извънредни правомощия е с четири звезди, така и званието адмирал инспектор е с две звезди, но главен адмирал инспектор е с три).
- Групировка бойни плувци диверсанти „Тезео Тезеи“ (Raggruppamento Subacquei e Incursori „Teseo Tesei“) (специалните сили на ВМС, начело стои контраадмирал, но италианското звание контраадмирал е с една звезда и съответства на комодор.)
- Главно командване на военноморската ескадра (Comando in capo della squadra navale) (Начело стои ескадрен адмирал)
- Логистично командване на Военния флот (Comando Logistico della Marina Militare) (Начело стои ескадрен адмирал)
  - Логистично командване на Военния флот зона Север (Comando logistico della Marina militare Area nord) (ВМБ Ла Специя) (ескадрен адмирал)
  - Логистично командване на Военния флот зона Юг (Comando logistico della Marina militare Area sud) (ВМБ Таранто) (ескадрен адмирал)
  - Логистично командване на Военния флот Столична зона (Comando logistico della Marina militare Area Capitale) (Рим) (контраадмирал)
  - Логистично командване на Военния флот зона Сицилия (Comando logistico della Marina militare Area Sicilia) (Аугуста) (дивизионен адмирал)
- Командване на училищата на Военния флот (Comando scuole della Marina Militare) (Начело стои ескадрен адмирал)
- Военноморски хидрографски институт (Istituto Idrografico della Marina)

### Главно командване на военноморската ескадра
Главен комендант на военноморската ескадра (Comandante in capo della squadra navale) (ескадрен адмирал)
- Командване на надводните сили (Comando Forze d'Altura (COMFORAL)) (ВМБ Таранто) (дивизионен адмирал)
  - Командване на 1-ва Военноморска група (Comando del Primo Gruppo Navale (COMGRUPNAV 1)) (ВМБ Ла Специя) (контраадмирал, съответства на комодор)
    - разрушител клас „Хоризонт/ Оридзонте“ Caio Duilio,
    - многоцелеви фрегати FREMM Carlo Bergamini, Virginio Fasan, Carlo Margottini
    - фрегати клас „Маестрале“ Grecale (F571), Libeccio (F572), Scirocco (F573), патрулна фрегата клас „Лупо“ Bersagliere (F 584)
    - универсални снабдителни кораби Vesuvio и Elettra
    - Военноморска база Ла Специя (MARISTANAV La Spezia)
      - крайбрежен транспортен кораб Bormida (A 5359), морски буксири Titano (A 5324) и Gigante (A 5328), брегови буксири Porto Conte (Y 423), Porto Empedocle (Y 421), Porto Salvo (Y 428) и Porto Torres (Y 416), пристанищни буксири RP 109, RP 110, RP 113, RP 120, RP 124, RP 128 и RP 134

  - Командване на 2-ра Военноморска група (Comando del Secondo Gruppo Navale (COMGRUPNAV 2)) (ВМБ Таранто) (контраадмирал, съответства на комодор)
    - самолетоносач Cavour (C 550)
    - разрушител клас „Хоризонт/ Оридзонте“ Andrea Doria, разрушители клас „Луиджи Дюран де ла Пене“ Luigi Durand de la Penne, Francesco Mimbelli,
    - фрегати клас „Маестрале“ Aliseo (F574), Euro (F575), Espero (F576), Zeffiro (F577), патрулни фрегати клас „Лупо“ Aviere (F 583), Granatiere (F 585)
    - Универсални снабдителни кораби Etna, Stromboli
    - Военноморска база Таранто (MARISTANAV Taranto)
      - крайбрежен транспортен кораб Cheradi, морски буксири Ercole, Saturno (A 5330), Tenace (A 5365) и Ciclope (A 5319), брегови буксири Porto Fossone (Y 415), Porto Pisano (Y 422), Portoferraio (Y 425) и Portovenere (Y 426), пристанищни буксири RP 104, RP 106, RP 122, RP 129, RP 132 и RP 133

  - Командване на 3-та Военноморска група (Comando del Terzo Gruppo Navale (COMGRUPNAV 3)) (ВМБ Бриндизи) (контраадмирал, съответства на комодор)
    - амфибиен вертолетоносач (бивш лек самолетоносач) Giuseppe Garibaldi (C 551)
    - леки универсални десантни кораби клас „Сан Джорджо“ San Giorgio (L 9892), San Marco (L 9893) и модернизиран „Сан Джорджо“ San Giusto (L 9894)
    - Военноморска база Бриндизи (MARISTANAV Brindisi)
      - крайбрежен транспортен кораб, морски буксири, брегови буксири, пристанищни буксири

  - Командване на Италианската военноморска група (Comando Gruppo Navale Italiano (COMGRUPNAVIT))
- Командване подводници на Военния флот (Comando sommergibili della Marina Militare (MARICOSOM)) (Военноморска палата, Рим) (контраадмирал, съответства на комодор)
  - Командване на флотилията подводници (Comando flottiglia sommergibili (COMFLOTSOM)) (ВМБ Таранто)
    - Административна служба (Servizio amministrativo)
    - подводници клас „Сауро“ трета серия Pelosi (S 522), Prini (S 523) и четвърта серия Primo Longobardo (S 524), Gianfranco Gazzana Priaroggia (S 525)
    - подводници клас „Тодаро“ първа серия Salvatore Todaro (S 526), Scirè (S 527) и втора серия Pietro Venuti (S 528)
    - Поделение за оперативна поддръжка (Reparto supporto operativo)
    - Поделение за обща поддръжка (Reparto supporto servizi generali)
    - Поделение за техническо-логистична поддръжка (Reparto supporto tecnico-logistico)
    - Поделение за обучение и подготовка (Reparto supporto formazione/addestramento)
- Командване на въздушните сили (Comando Forze Aeree (COMFORAER))[11] (Санта Роса) (контраадмирал, съответства на комодор)
  - Авиационна секция Пратика ди Маре (Рим) (Sezione Aerea di Pratica di Mare) 3 свързочни самолета Piaggio Avanti PD-180
  - Военноморска палубна самолетна станция (Stazione Aeromobili della Marina (MARISTAER)) – Гроталие – Таранто
    - Група палубни самолети (Gruppo Aeromobili Imbarcati (GRUPAER)) – AV-8B+/TAV-8B+
    - 4-та Група вертолети (4º Gruppo Elicotteri (4º GRUPELICOT)) – SH-90A, AB212ASW, Schiebel Campcopter S-100
    - Подразделение десантни вертолети (Reparto Eliassalto) – AB212ASW

  - Военноморска вертолетна станция (Stazione Elicotteri della Marina (MARISTAELI)) – Катания – Фонтанароса
    - 2-ра Група вертолети (2º Gruppo Elicotteri (2º GRUPELICOT)) – AB212ASW
    - 3-та Група вертолети (3º Gruppo Elicotteri (3º GRUPELICOT)) – AW101

  - Военноморска вертолетна станция (Stazione Elicotteri della Marina (MARISTAELI)) – Луни – Сардзана (Ла Специя)
    - 1-ва Група вертолети (1º Gruppo Elicotteri (1º GRUPELICOT)) – AW101
    - 5-а Група вертолети (5º Gruppo Elicotteri (5º GRUPELICOT)) – SH-90A
    - Експериментален център на военноморската авиация (Centro sperimentale aeromarittimo (CSA)) – EH101, SH-90A

  - (88-а Група на 41-во Крило на ВВС (88º Gruppo / 41º Stormo) в авиобаза Катания – Сигонела влиза административно в състава на ВВС, но изпълнява задачи по морско патрулиране и борба с подводници в интерес на ВМС. Пилотите и бордните инженери са от състава на ВВС, но бордните оператори са от ВМС)
- Командване на амфибийните сили (Comando della Forza Anfibia (COMFORANF)) (Рим) (контраадмирал, съответства на комодор)
  - Бригада морска пехота „Сан Марко“ (Brigata marina „San Marco“) (Бриндизи) (контраадмиралът е едновременно командващ командването на амфибийните сили в Главния щаб на ВМС и на Бригада морска пехота „Сан Марко“)
    - Командване и щаб на бригадата[12][13]
    - 1-ви Полк морска пехота „Сан Марко“ (1º Reggimento „San Marco“):[14]
      - Командно поделение (батальон) (Reparto comando)
      - 1-ви Щурмови батальон „Градо“ (1º Battaglione d'assalto „Grado“)
      - 2-ри Щурмови батальон „Венеция“ (2º Battaglione d'assalto „Venezia“)
      - 3-ти Батальон за бойна логистична поддръжка „Голамето“ (3º Battaglione supporto logistico al combattimento „Golametto“)

    - 2-ри Полк морска пехота „Сан Марко“ (2º Reggimento „San Marco“)[15]
      - Транспортен отряд (Nucleo mobilità)
      - Батальон за военноморски операции (Battaglione operazioni navali):
        - десет взвода за борба с пиратството в Индийския океан и една логистична част в Джибути

      - Охранителен батальон (Battaglione interdizione e protezione)
        - Рота за охрана на силите (Compagnia protezione delle forze)
          - десет взвода на кораби участващи в операции

        - Рота за портова охрана (Compagnia protezione porti)
          - десет взвода охраняващи цивилни пристанищни съоръжения

    - 3-ти Полк морска пехота „Сан Марко“ (3º Reggimento „San Marco“)[16]
      - Батальон за охрана на военноморски инсталации Север (Battaglione Servizio difesa installazioni Nord)
      - Батальон за охрана на военноморски инсталации Център – Рим (Battaglione SDI Centro-Roma)
      - Батальон за охрана на военноморски инсталации Юг (Battaglione SDI Sud)
      - 1-ва Представителна рота (1ª Compagnia di rappresentanza)
      - Рота за национални извънредни ситуации (Compagnia Emergenze Nazionali)

    - Група десантни средства на ВМС (батальон) (Gruppo mezzi da sbarco della Marina Militare)
    - Учебен батальон „Каорле“ (Battaglione scuole „Caorle“)
- Командване на силите за патрулиране, суверенитет и брегова отбрана (Comando delle Forze da Pattugliamento per la Sorveglianza e la Difesa Costiera (COMFORPAT)) (ВМБ Аугуста) (контраадмирал, съответства на комодор)
  - Командване на ескадрила корвети (Comando Squadriglia Corvette (COMSQUACORV))
    - корвети клас „Минерва“

  - Командване на ескадрила патрулни кораби 1 (Comando Squadriglia Pattugliatori 1 (COMSQUAPAT1))
    - патрулни корвети клас „Костеллациони“ (4 кораба първа серия клас „Касиопея“ и 2 втора серия клас „Сирио“)

  - Командване на ескадрила патрулни кораби 2 (Comando Squadriglia Pattugliatori 2 (COMSQUAPAT2))
    - патрулни корвети клас „Команданти“

  - Военноморска база Аугуста (MARISTANAV Augusta)
    - морски буксири Polifemo (A 5325) и Prometeo (A 5318), пристанищни буксири RP 102, RP 112, RP 123, RP 125, RP 130, RP 131
- Командване на противоминните сили (Comando Forze Contromisure Mine (COMFORDRAG))
- Командване на флотилията спомагателни съдове (Comando Flottiglia Unità Ausiliarie (COMFLOTAUS)) (ВМБ Ла Специя) (капитан на боен кораб)
  - Командване на 1-ва група спомагателни съдове (COMGRUPAUS1) (кораби за поддръжка на фарове)
  - Командване на 2-ра група спомагателни съдове (COMGRUPAUS2) (транспортни съдове)
  - Командване на 74-та Група учебни кораби (74* Gruppo navale addestrativo (COMGRUNAVADD74))
  - Командване учебни ветроходни кораби(COMGRUPVELA)
    - в Ла Специя – Orsa Maggiore и Corsaro II
    - в Ливорно – Capricia и Stella Polare
    - в Ла Мадалена – Caroly

  - Командване на 10-а група кораби за брегово патрулиране (X Gruppo navale Costiero (COMGRUPNAVCOST DIECI))
    - 4 патрулни корвети клас „Есплораторе“ подчинени на мироопазващата мисия на ООН в Синай
- Център за подготовка на военноморската авиация (Centro di Addestramento Aeronavale (MARICENTADD))
- Телекомуникационен и информационен център (Centro per le Telecomunicazioni e l'Informatica (MARITELE)) (Рим)

### Групировка бойни плувци диверсанти „Тезео Тезеи“
Групировка водолази и щурмоваци „Тезео Тезеи“ (Raggruppamento subacquei e incursori „Teseo Tesei“ (съкращение COMSUBIN от алтернативното название Comando subacquei e incursori – Командване водолази и щурмоваци) (бригаден еквивалент, командирът е контраадмирал, но в италианския флот това звание съответства на комодор или бригаден адмирал) (Вариняно (Порто Венере), край ВМБ Ла Специя) (групите са батальонни еквиваленти, но с много по-малък състав)
- Щабквартира на групировката (Quartier Generale del Raggruppamento) – командният елемент на COMSUBIN
- Оперативна група щурмоваци (Gruppo Operativo Incursori (G.O.I.)) – подразделение за специални операции от първи ред, единственото подразделение на групировката, което се класифицира като специални сили
- Оперативна група водолази (Gruppo Operativo Subacquei (G.O.S.)) – водолази сапьори и разузнавачи
- Учебна група (Gruppo Scuole) – включва три училища – за щурмоваци, за водолази и за медицински персонал. Освен кадри за групировката обучава персонал и за останалите видове въоръжени сили и за Държавната полиция.
- Специална военноморска група (Gruppo Navale Speciale) – поддържа с водолазни кораби (Aneto, Pedretti и Marino), катери и подводни транспортни средства останалите три групи
- Научна служба (Ufficio Studi) – разработва и изпитва нова техника и материали за групировката

### Логистично командване на Военния флот
Логистичното командване на ВМС (Comando Logistico della Marina Militare) обединява бреговите тилови подразделения и Фаровата служба. Начело е адмирал главен инспектор.
- Логистично командване на Военния флот зона Север (Comando logistico della Marina militare Area nord) (ВМБ Ла Специя) (ескадрен адмирал)
  - Командване за логистична поддръжка (Comando supporto logistico (MARISUPLOG)) (Каляри) (контраадмирал)
- Логистично командване на Военния флот зона Юг (Comando logistico della Marina militare Area sud) (ВМБ Таранто) (ескадрен адмирал)
- Логистично командване на Военния флот Столична зона (Comando logistico della Marina militare Area Capitale) (Рим) (контраадмирал)
- Логистично командване на Военния флот зона Сицилия (Comando logistico della Marina militare Area Sicilia) (Аугуста) (дивизионен адмирал)

### Командване на училищата на Военния флот
Командването на училищата на Военния флот (Comando scuole della Marina Militare, познато и като инспекторат – Ispettorato scuole della Marina Militare) обединява учебните учреждения за обучение и специализация на моряшкия, подофицерския и офицерския състав на ВМС, както и центрове за усъвършенстване и преквалификация. Инспекторът и вице-инспекторът на училищата на ВМС са офицери със звание ескадрен адмирал.
- Военнморска академия (L'Accademia navale) (Ливорно) (на нейно подчинени е 74-та Група учебни кораби (74º Gruppo navale addestrativo), включваща учебните Vespucci, Italia и бившите миночистачи клас „Салмоне“ Astice, Mitilo, Murena и Porpora.
- Институт за военноморски науки (L'Istituto di Studi Militari Marittimi) (Венеция)
- Военноморско училище „Франческо Морозини“ (La Scuola navale militare „Francesco Morosini“) (Венеция)
- две подофицерски училища (Le scuole sottufficiali della Maddalena, in Provincia di Sassari, e di Taranto) (Мадалена край Сасари и Таранто)
- Телекомуникационно училище на въоръжените сили (La Scuola telecomunicazioni delle forze armate (STELMILIT) (Киавари)
- Новобрански център на ВМС (Il Centro di selezione della Marina Militare) (Анкона)
- Център за подбор, обучение и специализация VFP1 (Il Centro selezione, addestramento e formazione VFP1 (MARICENTRO)) (Таранто)
- Център за ветроходни спортове (Il Centro sportivo remiero (MARIREMO)) (Сабаудия)
  - Ветроходна спортна служба (Ufficio sport velico) с ветроходите Corsaro II, Stella Polare, Orsa Maggiore, „Capricia“ (A 5322), „Caroly“ и около 270 ветроходни лодки.

### Корпус на портовите капитанства – Брегова охрана
Службата е съвместно подчинена на ВМС, Министерство на транспорта, Министерство на околната среда и природните ресурси и Министерство на земеделието и храните) (Начело на Корпуса стои офицер със звание „главен адмирал инспектор“ (ammiraglio ispettore capo). Също както и в основния личен състав на ВМС званието „ескадрен адмирал“ е с три звезди и съответства на генерал на армейски корпус, но ескадрен адмирал с извънредни правомощия е с четири звезди, така и званието адмирал инспектор е с две звезди, но главен адмирал инспектор е с три).
- Генерално командване на Корпуса на портовите капитанства – Брегова охрана (Comando generale (MARICOGECAP), генералното командване отговаря за IMRCC Италианския център за координация на спасяването на море)
  - 15 морски дирекции (Direzioni Marittime (DIREZIOMARE)) – всяка отговаря за поверена зона, освен това командването на всяка морска дирекция има второстепенен център за координация на спасяването на море, подчинен на IMRCC
    - Морска дирекция: Анкона, Бари, Каляри, Катания, Чивитавекия, Генуа, Ливорно, Неапол, Олбия, Палермо, Пескара, Равена, Реджо ди Калабрия, Триест, Венеция
      - 55 портови капитанства (compartimenti marittimi-capitanerie di porto (COMPAMARE))
      - 51 окръжни морски служби (uffici circondariali marittimi (CIRCOMARE))
      - 128 локални морски служби (uffici locali marittimi (LOCAMARE))
      - 61 плажни управления (delegazioni di spiaggia (DELEMARE)
      - 2 езерни отряда (Лаго ди Гарда и Лаго Маджоре)

    - на централно подчинение:
      - Станция за сателитно наблюдение (Stazione Satellitare Cospas/Sarsat) (Бари)
      - патрулни кораби
      - 3 авиоотряда
      - 5 водолазни групи
      - учебни центрове

## Военно въздухоплаване
ГЛАВЕН ЩАБ НА ВОЕННОТО ВЪЗДУХОПЛАВАНЕ (Stato maggiore dell'Aeronautica Militare) (Палата на въздухоплаването, Рим)

Началник на Главния щаб на ВВС (Capo di stato maggiore dell'Aeronautica Militare) (генерал на въздушна ескадра със специални правомощия)

Заместник-началник на Главния щаб на ВВС (Sottocapo di stato maggiore) (генерал на въздушна ескадра със специални правомощия)
- 1-ви Отдел „Персонал“ (1º Reparto „ordinamento e personale“ (SMA-ORD))
- 3-ти Отдел „Планиране на въздушните сили“ (3º Reparto „pianificazione delle forze aerospaziali“ (SMA-PIANI))
- 4-ти Отдел „Логистика“ (4º Reparto „logistica“ (SMA-LOG))
- 6-и Отдел „Икономически и финансови дела“ (6º Reparto ”affari economici e finanziari” (SMA-FIN))
- Генерална служба за въздушното пространство и метеорология (Ufficio generale spazio aereo e meteorologia (SMA-USAM))
- Генерално подразделение за сигурност (Reparto generale sicurezza (SMA-RGS), бивш 2-ри Отдел)

подчинени на Главния щаб на ВВС:
- Командване на въздушната ескадра (Comando della Squadra Aerea) (Палата на въздухоплаването, Рим)
- Логистично командване на Военното въздухоплаване (Comando logistico dell'Aeronautica Militare)
- Командване на 1-ви Въздушен регион (Comando 1ª regione aerea) (Милано)
- Командване на училищата на Военното въздухоплаване – 3-ти Въздушен регион (Comando delle Scuole Aeronautica Militare – 3ª Regione Aerea)

### Командване на въздушната ескадра
По време на Студената война италианските ВВС са организирани на териториален принцип в 3 въздушни региона. С края ѝ и съкращаването на въоръжените сили оперативните подразделения са обединени в Командване на въздушната ескадра, базирано в Рим, формирано н абазата на щаба на 2-ри Въздушен регион. Въздушна ескадра е военновъздушния еквивалент на армейски корпус и от него идва наименованието на званието за военновъздушния еквивалент на генерал-лейтенант – генерал на въздушна ескадра. Тъй като в италианските въоръжени сили званията с четири звезди – генерал (от СВ, ВВС и Карабинерите) и адмирал (от ВМС) са запазени в мирно време изключително за Началника на Генералния щаб на отбраната, Заместник-началникът на Генералния щаб на отбраната (когато е офицер от ВВС), Началникът и Заместник-началникът на Щаба на ВВС са офицери с четири звезди, но със званието „генерал на въздушна ескадра с извънредни правомощия“, което да ги отличава от офицерите със звание „генерал на въздушна ескадра“ (с три звезди).
Авиационни подразделения:
| Подразделение на ВВС на Италия                                   | Еквивалент в СВ на Италия                                             | Еквивалент във ВМС на Италия                                               | Еквивалент във ВВС на САЩ           | Еквивалент в Кралските ВВС (на Обединеното кралство)                    | Еквивалент във ВВС на България            |
| ---------------------------------------------------------------- | --------------------------------------------------------------------- | -------------------------------------------------------------------------- | ----------------------------------- | ----------------------------------------------------------------------- | ----------------------------------------- |
| Командване (Comando)                                             | Командване (Comando)                                                  | Командване (Comando)                                                       | Въздушна армия (Numbered Air Force) | Командване                                                              |                                           |
| Въздушна ескадра (Squadra Aerea) Въздушен регион (Regione Aerea) | Армейски корпус (Corpo del Esercito) Военен регион (Regione Militare) | Военноморска ескадра (Squadra Navale) Военноморски регион (Regione Navale) |                                     |                                                                         |                                           |
| Дивизия (Divisione)                                              | Дивизия (Divisione)                                                   | Военноморска дивизия (Divisione Navale)                                    |                                     | Въздушна група (Air Group)                                              |                                           |
| Въздушна бригада (Brigata aerea)                                 | Бригада (Brigata)                                                     |                                                                            |                                     | Експедиционно авиокрило (Expeditionary Air Wing – EAW)                  | Авиационна база                           |
| Орляк (за авиационни подразделения) (Stormo)                     | Полк (Reggimento)                                                     | Голям надводен съд (Unita maggiore)                                        | Авиокрило/ Крило (Wing)             | Станция на Кралските ВВС (RAF Station)                                  | Авиационна група                          |
| Поделение (за наземни подразделения) (Reparto)                   | Полк (Reggimento)                                                     |                                                                            | Авиокрило/ Крило (Wing)             | Крило (за наземните подразделения) (Wing)                               | База/ Полк                                |
| Група (Gruppo)                                                   | Батальон (Battaglione) Група (Gruppo)                                 | Основен боен кораб (Navio/ Vascello)                                       | Ескадрила (Squadron)                | Ескадрила (авиационна) (Squadron) Група (наземна за обслужване) (Group) | Авиоескадрила Ескадрила Дивизион Батальон |
| Ескадрила (Squadriglia)                                          | Рота (Compagnia) Батарея (Bateria) Ескадрон (Squadrone)               |                                                                            | Авиозвено/ Звено (Flight)           | Ескадрила (авиационна) (Squadron)                                       | Авиозвено Рота                            |

КОМАНДВАНЕ НА ВЪЗДУШНАТА ЕСКАДРА (Comando della Squadra Aerea) (Палата на въздухоплаването, Рим)
Комендант на КВА (Comandante della Comando della squadra aerea (C CSA)) (генерал на въздушна ескадра)
Вице-комендант на КВА (Vice comandante della Comando della squadra aerea (VC CSA)) (генерал на въздушна ескадра)
- 1-ви Отдел „Финансови дела и планиране“ (1º ufficio gestione e pianificazione finanziaria)
- 2-ри Отдел „Персонал“ (2º ufficio orientamento e personale)
- 3-ти Отдел „Планиране и операции“ (3º ufficio piani e operazioni)
- 4-ти Отдел „Обучение“ (4º ufficio addestramento)
- 5-и Отдел „Готовност на силите“(5º ufficio efficienza delle forze)
- 6-и Отдел „Комуникационни и информационни системи“ (6º ufficio sistemi di comunicazione e informatica)
- 7-и Отдел „Въздушно пространство“ (7º ufficio spazio aereo)

подчинени на Командването на въздушната ескадра:
- Командване за въздушни операции (Comando operazioni aeree (COA)) (Poggio Renatico)
  - Италиански център за въздушни операции (Italian Air Operation Centre (IT-AOC)
  - Център за координация на радарните групи (Centro coordinamento Gruppi radar) (Поджо Ренатико)
    - Група за оповестяване и контрол на въздушната отбрана (Gruppo riporto e controllo difesa aerea) (Поджо Ренатико)
    - 22-ра Радарна група (22º Gruppo radar) (Ликола)

  - Служба за координация и контрол на ВВС (Servizio di coordinamento e controllo dell'AM (S.C.C.AM)) (Рим – Чампино)
    - Служба за координация и контрол на ВВС (S.C.C.AM) (Абано Терме)
    - Служба за координация и контрол на ВВС (S.C.C.AM) (Милано – Линате)
    - Служба за координация и контрол на ВВС (S.C.C.AM) (Бриндизи)

  - Мобилно поделение за командване и контрол (Reparto mobile comando e controllo) (Бари)
  - Поделение за обща поддръжка (Reparto supporto e servizi generali) (Поджо Ренатико)
  - Резервен команден пункт за въздушни операции (Comando alternato per le operazioni aeree (ARS)) (Ликола)
  - Представителство на ВВС на Италия към Командването на противовъздушната отбрана и въздушните операции на ВВС на Франция (Rappresentanza aeronautica militare presso il Comando della difesa aerea e delle operazioni aeree (CDAOA) francese) (Париж, Франция)
- Командване на бойните сили (Comando delle forze da combattimento (CFC)) (Милано) (отговаря за подготовката и оперативната поддръжка на бойните подразделения. Оперативното командване на бойните подразделения се осъществява от Командването за въздушни операции):
  - 2-ро Крило „Марио д'Агостини“ (2º Stormo „Mario d'Agostini“) (зенитно-ракетни комплекси и летищно обслужване) (авиобаза Риволто – Удине)
    - Зенитно-ракетно поделение (Reparto Missili)
      - 700-тна Мобилна зенитно-ракетна група (700º Gruppo Mobile Sistemi Missilistici) – ЗРК Spada
      - 701-ва Мобилна зенитно-ракетна група (701º Gruppo Mobile Sistemi Missilistici) – ЗРК Spada
      - Учебна зенитно-ракетна група (Gruppo Addestramento Sistemi Missilistici)

    - 402-ра Група за техническа (летищна) поддръжка (402º Gruppo STO)
    - 502-ра Група за логистична поддръжка (502º Gruppo SLO)

  - 4-то Крило „Амедео д'Аоста“ (4º Stormo „Amedeo d'Aosta“) (многоцелеви изтребители Юрофайтър Тайфун, също обучение на този тип самолет) (авиобаза Гросето)
    - 9-а Група многоцелеви изтребители (9º Gruppo ADX) – Eurofighter Typhoon ЕF-2000
    - 20-а Учебна група многоцелеви изтребители (20º Gruppo OCU ADX) operating Eurofighter Typhoon EF-2000B
    - 904-та Авиотехническа група (904º Gruppo Efficienza Aeromobili)
    - 404-та Група за техническа (летищна) поддръжка (404º Gruppo STO)
    - 504-та Група за логистична поддръжка (504º Gruppo SLO)
    - 604-то Свързочно авиозвено (604ª Squadriglia Collegamenti)

  - 36-о Крило „Рикардо Хелмут Зайдл“ (36º Stormo „Riccardo Helmut Seidl“) (многоцелеви изтребители Юрофайтър Тайфун) (авиобаза Джоя дел Коле)
    - 10-а Група многоцелеви изтребители (10º Gruppo ADX) – Eurofighter Typhoon EF-2000
    - 12-а Група многоцелеви изтребители (12º Gruppo ADX) – Eurofighter Typhoon EF-2000
    - 936-а Авиотехническа група (936º Gruppo Efficienza Aeromobili)
    - 436-а Група за техническа (летищна) поддръжка (436º Gruppo STO)
    - 536-а Група за логистична поддръжка (536º Gruppo SLO)
    - 636-о Свързочно авиозвено (636ª Squadriglia Collegamenti)

  - 37-о Крило „Чезаре Тоски“ (37º Stormo „Cesare Toschi“) (многоцелеви изтребители Юрофайтър Тайфун) (авиобаза Трапани – Бирджи)
    - 18-а Група многоцелеви изтребители (18º Gruppo ADX) – Eurofighter Typhoon EF-2000
    - 937-а Авиотехническа група (937º Gruppo Efficienza Aeromobili)
    - 437-а Група за техническа (летищна) поддръжка (437º Gruppo STO)
    - 537-а Група за логистична поддръжка (537º Gruppo SLO)
    - 637-о Свързочно авиозвено (637ª Squadriglia Collegamenti)

  - 6-о Крило „Алфредо Фушо“ (6º Stormo „Alfredo Fusco“) (изтребител-бомбардировачи Панавиа Торнадо, удари по наземни цели, разузнаване, авиоподдръжка) (авиобаза Бреша – Геди)
    - 154-та Група изтребител-бомбардировачи и разузнавачи (154º Gruppo FBX-STRIKE-RECCE) – Tornado IDS
    - 156-а Група изтребител-бомбардировачи (156º Gruppo FBX) – Tornado IDS
    - 102-ра Учебна група изтребител-бомбардировачи (102º Gruppo OCU) – Tornado IDS
    - 906-а Авиотехническа група (906º Gruppo Efficienza Aeromobili)
    - 406-а Група за техническа (летищна) поддръжка (406º Gruppo STO)
    - 506-а Група за логистична поддръжка (506º Gruppo SLO)
    - 606-о Свързочно авиозвено (606ª Squadriglia Collegamenti)

  - 50-о Крило „Джорджо Графер“ (50º Stormo „Giorgio Graffer“) (изтребител-бомбардировачи Панавиа Торнадо, удари по наземни цели, РЕВ, РТ разузнаване) (авиобаза Пиаченца – Сан Дамиано)
    - 155-а Група (155º Gruppo ETS (Electronic Warfare and Tactical Suppression)) – Tornado ECR
    - 450-а Група за техническа (летищна) поддръжка (450º gruppo STO)
    - 550-а Група за логистична поддръжка (550º gruppo SLO)
    - 650-о Свързочно авиозвено (650ª Squadriglia Collegamenti)

  - 51-во Крило „Феручо Серафини“ (51º Stormo „Ferruccio Serafini“) (леки щурмовици АМХ, удари по наземни цели, разузнаване, авиоподдръжка) (авиобаза Тревизо – Истрана)
    - 103-та Група леки изтребител-бомбардировачи (103º Gruppo FBA) – AMX
    - 132-ра Група леки изтребител-бомбардировачии разузнавачи (132º Gruppo FBA/RECCE) – AMX
    - 101-ва Учебна група леки изтребител-бомбардировачи (101º Gruppo OCU) operating – AMX-T
    - 951-ва Авиотехническа група (951º Gruppo Efficienza Aeromobili)
    - 451-ва Група за техническа (летищна) поддръжка (451º Gruppo STO)
    - 551-ва Група за логистична поддръжка (551º Gruppo SLO)
    - 651-во Свързочно авиозвено (651ª Squadriglia Collegamenti)

  - 32-ро Крило „Армандо Боето“ (32º Stormo „Armando Boetto“) (изтребители, въоръжени и невъоръжени безпилотни летателни апарати) (авиобаза Фоджа – Амендола)
    - 13-а Група изтребител-бомбардировачи (13º Gruppo FBA) – F-35A
    - 28-а Група безпилотни летателни апарати (28º Gruppo UAV) – RQ-1A Predator
    - 932-ра Авиотехническа група (932º Gruppo Efficienza Aeromobili)
    - 432-ра Група за техническа (летищна) поддръжка (432º Gruppo STO)
    - 532-ра Група за логистична поддръжка (532º Gruppo SLO)
    - 632-ро Свързочно авиозвено (632ª Squadriglia Collegamenti)

  - 313-а Група за акробатична подготовка (313º Gruppo addestramento acrobatico) (световноизвестната демонстративна авиогрупа „Трицветни стрели“ (Frecce Tricolori)) (авиобаза Риволто – Удине) – МB.339PAN
  - Свързочно авиозвено Линате (Squadriglia collegamenti di Linate)(авиотранспорт на висш персонал) (Милано – Линате) – S208M, NH500E
  - Командване на авиобаза Авиано (Comando della base aerea di Aviano) (Авиано е авиобаза на ВВС на САЩ в Европа, но тъй като е на италианска територия има постоянно представителство на италианските въоръжени сили на територията ѝ) (Авиано)
  - Представителство на ВВС на Италия в авиобаза Холоман, щата Невада, САЩ (Rappresentanza aeronautica militare di Holloman)
  - Представителство на ВВС на Италия в авиобаза Мууди, щата Джорджия, САЩ (Rappresentanza aeronautica militare di Moody)
- Командване на силите за поддръжка и специални операции (Comando delle forze di supporto e speciali (CFSS)) (Рим – Ченточеле) (генерал на въздушна дивизия)
  - 1-ва Въздушна бригада за специални операции „Ведзио Медзети“ (1ª Brigata aerea operazioni speciali „Vezio Mezzetti“ (1ª BAOS)) (авиобаза Червия)
    - 9-о Крило „Франческо Барака“ (9º Stormo „Francesco Baracca“) (вертолети за специални операции) (авиобаза Грацанизе)
      - 21-ва Група (21º Gruppo) – AB.212
      - 409-а Група за техническа (летищна) поддръжка (409º gruppo STO)
      - 509-а Група за логистична поддръжка (509º gruppo SLO)
      - 609-о Свързочно авиозвено (609ª Squadriglia Collegamenti)

    - 16-о Крило (16º Stormo) (охранително крило) (Мартина Франка)
      - Батальон стрелци на ВВС (Battaglione Fucilieri dell'Aria) (охранителен батальон)
      - 416-а Група за техническа (летищна) поддръжка (416º gruppo STO)
      - 516-а Група за логистична поддръжка (516º gruppo SLO)
      - Охранителна рота (Compagnia Difesa)

    - 17-о Крило (17º Stormo) (специални операции) (Черветери)
      - Оперативна група щурмоваци (Gruppo Operativo Incursori) (специално подразделение първи ред)
      - Учебна група (Gruppo Addestramento)
      - Група за обслужване и поддръжка (Gruppo Servizi di Supporto)
      - Охранителна рота (Compagnia Difesa)

  - 46-а Въздушна бригада „Силвио Ангелучи“ (46ª Brigata aerea "Silvio Angelucci) (тактически авиотранспорт) (авиобаза Пиза – Сан Джусто)
    - 2-ра Група (2º Gruppo) – C-130J Super Hercules
    - 50-а Група (50º Gruppo) – C-130J-30
    - 98-а Група (98º Gruppo) – C-27J Spartan
    - Център за подготовка на екипажи (Centro Addestramento Equipaggi)
    - 946-а Авиотехническа група (946º gruppo efficienza aeromobili)
    - 446-а Група за техническа (летищна) поддръжка (446º gruppo STO)
    - 546-а Група за логистична поддръжка (546º gruppo SLO)

  - 41-во Крило „Атос Аманато“ (41º Stormo „Athos Ammannato“) (морско патрулиране и борба с подводници) (авиобаза Сигонела)
    - 88-а Противолодъчна група (88º Gruppo Antisommergibili) – Breguet Atlantique Br.1150
    - 86-и Център за подготовка на екипажи (86º Centro Addestramento Equipaggi) – Breguet Atlantique Br.1150
    - 941-ва Авиотехническа група (941º gruppo efficienza aeromobili)
    - 441-ва Група за техническа (летищна) поддръжка (441º gruppo STO)
    - 541-ва Група за логистична поддръжка (541º gruppo SLO)
    - 641-во Свързочно авиозвено (641ª Squadriglia Collegamenti)

  - 14-о Крило „Серджо Сартоф“ (14º Stormo „Sergio Sartoff“) (дозареждане с гориво във въздуха, стратегически авиотранспорт и радиоелектронна поддръжка) (авиобаза Рим – Пратика ди Маре)
    - 8-а Група „Конници“ (8º Gruppo „I Cavalieri“) – Boeing KC-767, Alenia G.222RM/VS
    - 71-ва Група „Персей“ (71º Gruppo „I Persei“) – P180 Avanti, P.166DL3 APH, MB-339A RM
    - Център за подготовка на екипажи (Centro Addestramento Equipaggi)
    - 914-а Авиотехническа група (914° Gruppo Efficienza Aeromobili)

  - 31-во Крило „Кармело Раити“ (31º Stormo „Carmelo Raiti“) (ВИП авиотранспорт и авиомедицинска евакуация) (летище Рим – Чампино)
    - 306-а Група (306º Gruppo) – Airbus A319CJ, Falcon 50
    - 93-та Група (93º Gruppo) – Falcon 900EX/ 900EASy, Sikorsky SH 3D-TS
    - Център за подготовка на екипажи (Centro Addestramento Equipaggi)
    - 931-ва Авиотехническа група (931º Gruppo Efficienza Aeromobili)
    - 431-ва Група за техническа (летищна) поддръжка (431º gruppo STO)
    - 531-ва Група за логистична поддръжка (531º gruppo SLO)

  - 15-о Крило „Стефано Каня“ (15° Stormo „Stefano Cagna“) (търсене и спасяване, бойно търсене и спасяване) (авиобаза Червия)
    - 83-та Група за бойно търсене и спасяване (83° Gruppo CSAR) (авиобаза Червия) – HH-139A
    - 81-ви Център за подготовка на екипажи (81° Centro Addestramento Equipaggi) (авиобаза Червия) – HH-139A, HH-101A
    - 615-о Свързочно авиозвено (615ª Squadriglia Collegamenti) (авиобаза Червия) – NH500MD/E
    - 80-и Център за бойно търсене и спасяване (80° Centro CSAR) (полигон Дечимоману) AB212AM
    - 84-ти Център за бойно търсене и спасяване (84° Centro CSAR) (авиобаза Джоя дел Коле) – HH-139A NH500E
    - 85-и Център за бойно търсене и спасяване (85° Centro CSAR) (авиобаза Пратика ди Маре, Рим) – HH-139A, NH500E
    - 82-ри Център за бойно търсене и спасяване (82° Centro CSAR) (авиобаза Трапани – Бирджи) – HH-139A, NH500E
    - 915-а Авиотехническа група (915º Gruppo Efficienza Aeromobili) (авиобаза Червия)
    - 415-а Група за техническа (летищна) поддръжка (415º gruppo STO) (авиобаза Червия)
    - 515-а Група за логистична поддръжка (515º gruppo SLO) (авиобаза Червия)
- 9-а Въздушна бригада за разузнаване, наблюдение и целеуказване и РЕВ (9ª Brigata aerea ISTAR-EW) (авиобаза Пратика ди Маре, Рим)
  - Национален център за метеорология и климатология на ВВС (Centro nazionale meteorologia e climatologia A.M. (CNMCA)) – Pratica di Mare,
  - Геотопографски информационен въздушен център (Centro informazioni geotopografiche aeronautiche (CIGA)) – Pratica di Mare
  - Учебно поделение за контрол на въздушното пространство (Reparto addestramento controllo spazio aereo (RACSA)) – Pratica di Mare
  - Поделение за техническа оперативна поддръжка за радиоелектронна война (Reparto supporto tecnico operativo guerra elettronica (ReSTOGE)) – Pratica di Mare
  - Летищно командване Пратика ди Маре (Comando aeroporto di Pratica di Mare)

### Логистично командване
ЛОГИСТИЧНО КОМАНДВАНЕ (Comando logistico (COMLOG)) (Рим)
Комендант на ЛогКом (Comandante della Comando logistico (C COMLOG)) (генерал на въздушна ескадра)
Вице-комендант на ЛогКом (Vice comandante della Comando logistico (VC COMLOG)) (генерал на въздушна ескадра)
- Мобилно поделение поддръжка (Reparto mobile di supporto) (Верона – Вилафранка) (полкови еквивалент)
- 1-ва дивизия – летателен експериментален център (1ª divisione – centro sperimentale di volo)
  - Експериментално летателно поделение (Reparto Sperimentale di Volo) (еквивалент на крило/ полк)
    - 311-а Летателна група (311º gruppo volo) (ескадрила)
    - Група авиационни системи (Gruppo sistemi spaziali) (ескадрила)
    - Техническа група (Gruppo tecnico) (ескадрила)
    - Група за софтуерно развитие (Gruppo gestione software) (ескадрила)

  - Химическо поделение (Reparto chimico) (полкови еквивалент)
    - Група структурни материли (Gruppo materiali strutturali) (ескадрила)
    - Грума консумативни материали (Gruppo materiali di consumo) (ескадрила)
    - Група за неразрушителен контрол (Gruppo controlli non distruttivi) (ескадрила)
    - Група за химико-физични анализи и изпитания (Gruppo analisi e prove chimiche e fisiche) (ескадрила)

  - Оръжейно поделение (Reparto armamento) (полкови еквивалент)
    - Група за конвенционални въоръжения (Gruppo armamento convenzionale) (ескадрила)
    - Група за балистични изпитания (Gruppo indagini balistiche) (ескадрила)
    - Група за технически изпитания (Gruppo indagini tecniche) (ескадрила)

  - Поделение за авиационна и космическа медицина (Reparto medicina aeronautica e spaziale) (полкови еквивалент)
    - Група за големи височини и екстремна среда (Gruppo alta quota e ambienti estremi) (ескадрила)
    - Група по биодинамика (Gruppo biodinamica) (ескадрила)
    - Група за човешки фактор (Gruppo fattori umani) (ескадрила)

  - Междувидов полигон Салто ди Куира (Poligono interforze del Salto di Quirra)
    - 672-ро Свързочно авиозвено (672ª squadriglia collegamenti)

- ** 1-во Поделение за самолетна техническа поддръжка (1º reparto supporto aeromobili) (полкови еквивалент)
- *** 1-ва – 13-а изнесена техническа служби (1º – 13º servizio tecnico distaccato) (ротни еквиваленти)
- ** 2-ро Поделение за техническа поддръжка на системи, авионика и въоръжение (2º reparto supporto sistemi avionica armamento) (полкови еквивалент)
- ** 1-во Поделение за ремонт на самолети (1º reparto manutenzione velivoli) (полкови еквивалент)
- ** 3-то Поделение за ремонт на самолети (3º reparto manutenzione velivoli) (полкови еквивалент)
- ** 10-о Поделение за ремонт на самолети (10º reparto manutenzione velivoli) (полкови еквивалент)
- ** 11-о Поделение за ремонт на самолети (11º reparto manutenzione velivoli) (полкови еквивалент)
- ** 6-о Поделение за ремонт на вертолети (6º reparto manutenzione elicotteri) (полкови еквивалент)
- ** 2-ро Поделение за ремонт на управляеми ракети (2º reparto manutenzione missili) (полкови еквивалент)
- *** Централно депо за ракетни системи (Deposito centrale sistemi missilistici) (батальонен еквивалент)
- ** 2-ра Група за ремонт на самолети (2º gruppo manutenzione velivoli) (батальонен еквивалент)
- ** 5-а Група за ремонт на самолети (5º gruppo manutenzione velivoli) (батальонен еквивалент)
- ** 10-а Група за ремонт на самолети (10º gruppo manutenzione elicotteri) (батальонен еквивалент)
- ** 11-о Централно депо (11º deposito centrale) (батальонен еквивалент)
- *** 111-о, 112-о, 114-о, 115-о, 116-о изнесени депа (111º, 112º, 114º, 115º, 116º deposito sussidiario)
- ** Летищно командване (Comando aeroporto) (Камери)
- *** (Teleposto Aeronautica militare TLC) (Monte Rubello-Vicenza)
- *** (Teleposto Aeronautica militare meteo) (Plateau Rosa-Aosta)
- *** (Teleposto Aeronautica militare TLC/meteo) (Stazione meteorologica di Torino-Bric della Croce-Torino)
- *** (Teleposto Aeronautica militare meteo) (Mondovì-Cuneo)
- ** (Distaccamento aeroportuale) (Brindisi)
- ** (Rappresentanza Aeronautica militare italiana) (Warton, Regno Unito)
- ** (Rappresentanza Aeronautica militare italiana) (Madrid, Spagna)
- ** (Rappresentanza Aeronautica Militare Italiana) (Hallbergmoos, Germania)
- ** (Rappresentanza Aeronautica militare italiana) (Brasilia, Brasile)
- ** (Rappresentanza Aeronautica militare italiana) (Marietta, Stati Uniti d'America)
- ** (Rappresentanza Aeronautica militare italiana) (Utah, Stati Uniti d'America)
- ** (Rappresentanza Aeronautica militare italiana) (Kansas, Stati Uniti d'America)

- ** (1º reparto sistemi DA/AV/TLC) (Roma)
- ** (2º reparto sistemi automatizzati) (Roma)
- ** (4º Reparto tecnico manutentivo) (Borgo Piave)
- ** (Reparto gestione ed innovazione sistemi di comando e controllo (Re.G.I.S.C.C.)) presso l'aeroporto militare „M. De Bernardi“ (Pratica di Mare)
- ** (Reparto sistemi informatici automatizzati ReSIA) (Roma)
- ** (Centro nazionale supervisione reti) (Monte Cavo)
- ** (1º reparto tecnico comunicazioni) (Milano)
- ** (2º reparto tecnico comunicazioni) (Bari)

- ** (1º reparto supporto operativo)
- ** (2º reparto servizio chimico fisico)
- ** (Centro tecnico rifornimenti)
- ** (2º gruppo manutenzione autoveicoli) (Forlì)
- ** (3º gruppo manutenzione autoveicoli) (Bari Mungivacca)
- ** (Comando 14° deposito centrale) (Modena)
- ** (Comando rete POL) (Parma)
- ** (1º gruppo ricezione e smistamento cameri)
- ** (64º deposito territoriale) (Porto Santo Stefano)
- ** (65º deposito territoriale) (Taranto)
- ** (1º laboratorio tecnico AM di controllo) (Padova)
- ** (2º laboratorio tecnico AM di controllo) (Fiumicino, provincia di Roma)
- ** (3º laboratorio tecnico AM di controllo) (Mungivacca, provincia di Bari)
- ** (4º laboratorio tecnico AM di controllo) (Parma)
- ** (5º laboratorio tecnico AM di controllo)
- ** (6º laboratorio tecnico AM di controllo)
- ** (Gruppo manutenzione materiale fotografico)
- ** (Rappresentanza Aeronautica militare italiana) (Stafford-Regno Unito)
- ** (CAOC8 (Torrejon de Ardoz nei pressi di Madrid Spagna)

- ** (1º reparto programmi)
- ** (2º reparto lavori)
- ** (1º reparto genio AM)
- ** (2º reparto genio AM)
- ** (3º reparto genio AM)

- ** (Reparto commissariato)
- ** (Reparto amministrazione)
- ** (Magazzino centrale)

- ** (1º ufficio approvvigionamento e amministrazione)
- ** (2º ufficio medicina legale lavoro e sicurezza aeromedica)
- ** (3º ufficio igiene e assistenza sanitaria)
- ** (Commissione sanitaria d'appello)
- ** (Dipartimento militare di medicina legale) (Bari)
- ** (Istituto medico legale) (Milano)
- *** (Infermeria principale) (Milano)
- ** (Istituto medico legale) (Roma)
- *** (Infermeria polifunzionale) (Pozzuoli)
- *** (Infermeria principale) (Roma)
- *** (Infermeria principale) (Bari)
- ** (Infermeria principale Villafranca) (Villafranca di Verona)
- ** (Infermeria principale Pratica di Mare) (Pratica di Mare)

- ** Авиационно подразделение Орвието (Distaccamento aeronautico Orvieto)
- ** Авиационно подразделение Терминило (Distaccamento aeronautico Terminillo)
- *** Дистанционна станция за метеонаблюдение Терминило (Teleposto AM TLC/meteo Terminillo)
- ** Авиационно подразделение Фреджене (Distaccamento aeronautico Fregene)
- ** Радиоцентър на ВВС Кастел ди Дечима (Centro radio AM Castel di Decima)

### Командване на училищата на ВВС – 3-ти Въздушен регион
КОМАНДВАНЕ НА УЧИЛИЩАТА НА ВВС – 3-ти ВЪЗДУШЕН РЕГИОН (Comando delle Scuole Aeronautica Militare – 3ª Regione Aerea (CSAM/3RA)) (Бари) (генерал на въздушна ескадра)
- Институт за военни въздухоплавателни науки (Istituto di scienze militari aeronautiche) (Флоренция)
- Въздухоплавателна академия (Accademia Aeronautica) (Поцуоли)
- 61-во Крило (61º Stormo) (Лече – Галатина)
  - 212-а Летателна група (212º gruppo volo) – MB-339CD II, T-346
  - 213-а Летателна група (213º gruppo volo) – MB339A (MLU)
  - 214-а Летателна група за професионална подготовка (авиоинструктори) (214º gruppo volo di istruzione professionale) – MB339A (MLU)/ CD II
  - 961-ва Авиотехническа група (961º gruppo efficienza aeromobili)
  - 461-ва Група за техническа (летищна) поддръжка (461º gruppo STO)
  - 561-ва Група за логистична поддръжка (561º gruppo SLO)
  - 661-во Свързочно авиозвено (661ª squadriglia collegamenti)
- 70-о Крило (70º Stormo „Giulio Cesare Graziani“) (Рим – Латина)
  - 207-а Летателна група (207º Gruppo Volo) – SF.260EA
  - Група за професионална подготовка (авиоинструктори) (Gruppo istruzione professionale)
  - 970-а Авиотехническа група (970º gruppo efficienza aeromobili)
  - 470-а Група за техническа (летищна) поддръжка (470º gruppo STO)
  - 570-а Група за логистична поддръжка (570º gruppo SLO)
  - 674-то Свързочно авиозвено (674ª Squadriglia Collegamenti)
  - Охранителна рота (Compagnia protezione delle forze)
- 72-ро Крило (72º Stormo) (Frosinone, aeroporto „G. Moscardelli“) (Фрозиноне)
  - 208-а Летателна група (208º gruppo volo) – UH-139A, NH-500E
  - Група за професионална подготовка (авиоинструктори) (Gruppo istruzione professionale)
  - 972-ра Авиотехническа група (972º gruppo efficienza aeromobili)
  - 472-ра Група за техническа (летищна) поддръжка (472º gruppo STO)
  - 572-ра Група за логистична поддръжка (572º gruppo SLO)
  - 672-ро Свързочно и спасително авиозвено (672ª squadriglia collegamenti e soccorso)
- Подофицерско училище на ВВС (Scuola marescialli dell'Aeronautica Militare) (Витербо)
- Училище за специалисти на ВВС (Scuola specialisti dell'Aeronautica Militare) (Казерта)
- Училище за усъвършенстване на подофицери на ВВС (Scuola di perfezionamento sottufficiali AM) (Лорето)
  - Школа за чужди езици на ВВС (Scuola lingue estere dell'Aeronautica Militare) (Лорето)
- Медицинско училище (Scuola di Sanità) (Рим)
- Училище за доброволци на ВВС (Scuola volontari di truppa Aeronautica militare) (Монтечелио, летище Рим – Гуидония)
- Историографски и спортен център на ВВС (Centro storiografico e sportivo AM) (Виня ди Вале)
  - Исторически музей на ВВс (Museo storico)
  - Спортен център на ВВС (Centro sportivo)
- Представителства на италианските ВВС (Rappresentanze Aeronautica militare italiana)
  - Представителство на италианските ВВС в авиобаза Шепард, САЩ (Rappresentanza Aeronautica militare italiana) (Sheppard Air Force Base, Stati Uniti d'America)
  - Представителство на италианските ВВС в авиобаза Мууз Джоу, Канада (Rappresentanza Aeronautica militare italiana) (Moose Jaw, Canada)
  - Представителство на италианските ВВС в авиобаза Каламата, Гърция (Rappresentanza Aeronautica militare italiana) (Calamata, Grecia)
- Училище за авиационна поддръжка (Scuola di aerocooperazione) (междувидово) (Монтечелио, летище Рим – Гуидония)
- Новобрански център на ВВС (Centro di selezione Aeronautica Militare) (Монтечелио, летище Рим – Гуидония)
- Център за безмоторно летене (Centro volo a vela) (Монтечелио, летище Рим – Гуидония)

### Командване на 1-ви Въздушен регион
По време на Студената война Италианските ВВС са организирани на териториален принцип в три въздушни региона – 1-ви, 2-ри и 3-ти. 1-ви Въздушен регион покрива Северна Италия, 2-ри покрива Централна Италия със столицата Рим, а 3-ти покрива Южна Италия. Всеки регион има своите бойни, оперативни и логистични подразделения, а учебните и научните структури са на подчинение на щаба на ВВС. След края на Студената война в края на 90-те години ВВС на Италия са реорганизирани с оглед на съкращаването на силите:
- 2-ри Въздушен регион – Централна Италия (Рим) – всички оперативни авиационни подрзделения са включени в състава на новото Командване на Въздушната ескадра, което е формирано на базата на щаба на 2-ри Въздушен регион.
- 3-ти Въздушен регион – Южна Италия (Бари) – учебните части, училища и центрове са включени в състава на новото Командване на училищата на ВВС, формирано на базата на щаба на 3-ти Въздушен регион.
- 1-ви Въздушен регион остава в силно съкратен състав в Милано.

Въздушните региони изпълняват ролята на свързващо звено с регионалните административни отгани при оказване на помощ на държавата и на населението от страна на ВВС, както и за техническото състояние на военновъздушните съоръжения на територията на съответния регион.
Командване на 1-ви Въздушен регион (Comando della 1ª Regione Aerea (Com 1ª RA)) (Милано – Линате):
- Летищно командване/ Щаб на 1-ви Въздушен регион (Comando Aeroporto / Quartier Generale – 1ª Regione Aerea) (Милано – Линате)
- Логистичен център за регионална поддръжка и Институт „Роберто Маддалена“ (Centro Logistico di Supporto Areale e Istituto „Umberto Maddalena“ di Cadimare) (Ла Специя)
- Военновъздушно подразделение Капо Меле (Distaccamento Aeronautico di Capo Mele) (Савона)
- Военновъздушно подразделение Добиако (Distaccamento Aeroportuale di Dobbiaco) (Болцано)

Въпреки силно намалелите функции на региона, като резултат от предишния му статус начело стои генерал на въздушна ескадра, също както наследниците на 2-ри и 3-ти Въздушни региони – Командването на въздушната ескадра и Командването на училищата на ВВС.

## Карабинери
Карабинерите са създадени през 1726 г. от Краля на Пиемонт-Сардиния Емануеле I като военен корпус Карабинери на Сардиния (Carabinieri di Sardegna, от 13 юли 1814 г. Кралски карабинери, Carabinieri Reali), натоварен с полицейски функции и наследяващ корпуса Драгуни на Сардиния (Dragoni di Sardegna, създаден през 1726 г.). По това време липсва разграничението между полицейски и въоръжени сили и е нещо напълно обичайно полицейските функции в европейските страни да се осъществяват от армията. Кралските карабинери са организирани в две дивизии – една за Пиемонт и една за Сардиния, разделени на роти и лейтенантства. Кралство Пиемонт-Сардиния е главният фактор за постигнатото обединение на Италия през януари 1861 г. и на 24 януари 1861 г. карабинерите стават първата военна организация на новосъздадените италиански въоръжени сили.
Наред с полицейските си функции карабинерите представляват род войски на армията и вземат участие във войните, водени от Кралство Италия. Петте интеррегионални командвания носят имената на битки, в които карабинерите вземат участие. Наред с борбата с престъпността карабинерите са използвани и за борбата с различни радикални политически движения през XIX и XX век, като карбонари, анархисти и комунисти, а фашистката власт ги използва и за потушаване на работнически стачки в индустриалната Северна Италия в годините след Първата световна война и за борба с Мафията в Южна Италия в края на 20-те и началото на 30-те години на ХХ век, което предизвиква втората масова имигрантска вълна на италианци към САЩ. По време на Втората световна война карабинерите са мобилизирани във въоръжените сили, а след нахлуването на Съюзниците карабинери се сражават и от двете страни – както като лоялни сили на Мусолини и германците, така и като сили на Съвоюващото правителство (Governo cobelligerante) в Рим на маршал Пиетро Бадолио и като партизани в Северна Италия. Карабинерите действат в тясна връзка с населението, което са призвани да пазят и това се проявява и през войната с постъпки като тази на станалия национален герой сержант Салво д'Акуисто. На 23 септември германски войници задържат 22 италианци, които да бъдат разстреляни като отмъщение за загинал германски войник в резултат на взрив на боеприпаси, който германците определят като саботаж от страна на италиански партизани. Карабинерите провеждат разследване и след като не могат да убедят войниците на Вермахта, че се касае за нещастен случай, д'Акуисто прави фалшиво самопризнание, че е единствен извършител на „саботажа“, за да спаси пленените граждани. Обявен е от Римокатолическата църква за блажен и е в ход канонизацията му за светец. В негова памет са посветени множество паметни плочи и улици в италиански градове, казармата за новобранци на карабинерите в Рим носи неговото име, а Командването на мобилните сили на карабинерите носи името на лобното му място – „Палидоро“; както и телевизионен филм, в който ролята на героя се играе от актьора Джузепе Фиорело.
По време на Студената война се запазва двойната функция на карабинерите като военни и полицейски сили. Като част от въоръжените сили тяхната задача във военно време е охраната на армейския тил, стратегически обекти и борба с диверсионни групи. Като род войски на Армията (сухопътните войски) до 90-те години в състава на карабинерите има дори основни бойни танкове (М48 „Патън“), след като Армията ги снема от въоръжение като морално остарели и ги заменя с Леопард 1. Като паравоенни полицейски сили те са основната полицейска структура, бореща се както с проявите на тежка престъпност, корупция и наркотрафик (Мафията, друг герой на Италия и на карабинерите е генерал на армейски корпус (генерал-лейтенант) Карло Алберто далла Киеза, вице-комендант на карабинерите, застрелян от сицилианската мафия в Палермо през 1982 г. Баща му, също вице-комендант на корпуса, се бори с Мафията по времето на Мусолини), така и с крайнолевия и крайнодесния екстремизъм. Карабинерите работят активно за пресичане на вълната от насилие, подклаждана от комунисти и неофашисти и немалко карабинери са убити от Червените бригади, включително и карабинери от личната охрана на премиера Алдо Моро.
С промени в законодателството от 2000 г. Карабинерите от вид войски в състава на сухопътните войски стават четвъртия вид въоръжени сили с изравнен статус със сухопътните войски, военновъздушните и военноморските сили. Италия следва френския модел на държавно устройство и това в голяма степен важи и за сектова на правоохранителните и съдебните органи. На практика карабинерите на Италия са идентична структура с националната жандармерия на Франция. И двете организации са вид въоръжени сили на двойно подчинение на министерствата на отбраната и на вътрешните работи на съответната страна. И двете са структурирани в териториална организация, изградена на административно-териториален принцип, мобилна организация за борба с безредиците и действие при извънредни обстоятелства, сравнително малобройни части военна полиция, специализирани криминалистически части, специални авиационни и морски подразделения и учебни части. Връзката между италианската Държавна полиция (Polizia di Stato) и Карабинерите (Arma dei Carabinieri) е идентична с връзката между френските Национална полиция (Police nationale) и Национална жандармерия (Gendarmerie nationale). И в двата случая полицията осигурява реда в големите градски общини, а карабинерите/ жандармерията осигуряват реда в провинциалните общини с население до 20 000 – 30 000 жители, труднодостъпните планински райони и автономните провинции.
ГЕНЕРАЛНО КОМАНДВАНЕ НА ВОЙСКИТЕ НА КАРАБИНЕРИТЕ (Comando generale dell'Arma dei Carabinieri)

### Териториална организация
Интеррегионални командвания (Comandi interregionali) (5 командвания, покриващи територията на два или повече региона, подчинени директно на Генералното командване и командвани от генерали на армейски корпус (генерал-лейтенанти))
- ИНТЕРРЕГИОНАЛНО КОМАНДВАНЕ „ПАСТРЕНГО“ (Comando interregionale Pastrengo) (Милано):
  - Вале д'Аоста, Пиемонт, Лигурия, Ломбардия
- ИНТЕРРЕГИОНАЛНО КОМАНДВАНЕ „ВИТОРИО ВЕНЕТО“ (Comando interregionale Vittorio Veneto) (Падуа):
  - Трентино – Алто Адидже (Южен Тирол), Венето, Фриули - Венеция Джулия, Емилия-Романя
- ИНТЕРРЕГИОНАЛНО КОМАНДВАНЕ „ПОДГОРА“ (Comando interregionale Podgora) (Рим):
  - Тоскана, Лацио, Умбрия, Марке, Сардиния
- ИНТЕРРЕГИОНАЛНО КОМАНДВАНЕ „ОГАДЕН“ (Comando interregionale Ogaden) (Неапол):
  - Абруцо, Молизе, Кампания, Базиликата, Пулия
- ИНТЕРРЕГИОНАЛНО КОМАНДВАНЕ „КУЛКАЛБЕР“ (Comando interregionale Culqualber) (Месина):
  - Калабрия, Сицилия

На петте интеррегионални командвания са подчинени
- 19 Командвания на легиони (Comandi di legione), командващи силите на карабинерите в отделните италиански региони.
  - Група Аоста (Gruppo Aosta) (поради планинския терен и автономния статут на провинцията групата не е подчинена на провинциално командване, а директно на Легион Пиемонт на карабинерите)
  - 102 Провинциални командвания (Comandi provinciali) (за всяка италианска провинция)
    - 12 Групови командвания (Comandi di gruppo) (спомагателни структури на провинциалните командвания с по-голяма натовареност на работата. Такива има в Рим, Милано, Неапол, Палермо, Остия, Монца, Аоста, Локри, Фраскати, Кастело ди Чистерна, Монреале, Торе Анунциата)
      - 534 Роти (Compagnie) (Nucleo operativo radiomobile, comandi di reparto territoriale, anche chiamati compagnie, sono 534)
        - 65 Лейтенантства (Tenenze) (участъци в сравнително по-големи градчета, но не достатъчно големи, за да попаднат под юрисдикцията на Държавната полиция, се командват от лейтенанти)
        - 4589 Станции (Stazioni) (традиционни участъци, командвани от подофицери)
- на интеррегионалните командвания и легионите са подчинени специализирани подразделения за оперативна поддръжка на работата на териториалните служби на карабинерите:
  - Оперативна група Калабрия (Gruppo operativo Calabria)
    - Въздушнопреносим ескадрон (рота) карабинери егери „Калабрия“ (Squadrone eliportato carabinieri cacciatori „Calabria“)

  - Оперативна група Сардиния (Gruppo operativo „Sardegna“)
    - Въздушнопреносим ескадрон (рота) карабинери егери „Сардиния“ (Squadrone eliportato carabinieri cacciatori „Sardegna“)

  - Поради труднодостъпния терен и за борба с организираната престъпност в съответния регион са формирани тези две роти със специална подготовка. Те са въоръжени с автоматично оръжие и за скрито и изненадващо придвижване ползват вертолетите на съответното командване на карабинерите.
  - Подразделение ескадрони (Reparto squadriglie) (подобно на двата въздушнопреносими ескадрона седемте ескадрона на подразделението са въоръжени и обучени като лека пехота и предназначението им е борбата с наркопроизводството във високопланински и труднодостъпни райони)
  - Киноложка служба на карабинерите (Servizio cinofili dell'Arma dei carabinieri) (служебни кучета)
  - Водолазна служба на карабинерите (Servizio subacquei dell'Arma dei carabinieri)
  - Военноморска катерна служба на карабинерите (Servizio navale di superficie dell'Arma dei carabinieri) (противно на наименованието ѝ, службата няма отношение нито към ВМС, нито към функциите на брегова охрана. Тя изпълнява своите функции единствено в италиански териториални води и по-специално патрулирайки пристанищните съоръжения на важни морски центрове като Генуа и Венеция).
  - Санитарна служба на карабинерите (Servizio sanitario carabinieri) (С промяната на статуса на Карабинерите като самостоятелен вид въоръжени сили те формират своя санитарна служба както санитарните служби на СВ, ВМС и ВВС).

### Мобилни и специализирани части
КОМАНДВАНЕ НА МОБИЛНИТЕ И СПЕЦИАЛИЗИРАНИ ЧАСТИ „ПАЛИДОРО“ (Comando delle unità mobili e specializzate „Palidoro“) (равно по статус с петте интеррегионални командвания)
- Дивизия на мобилните части на карабинерите (Divisione unità mobili carabinieri):
  - 1-ва Мобилна бригада карабинери (1ª Brigata mobile carabinieri) (основното подразделение за борба с безредици)
    - 4-ти Конен полк карабинери (4º Reggimento carabinieri a cavallo)
    - 1-ви Полк карабинери „Пиемонт“ (1º Reggimento Carabinieri „Piemonte“)
      - 2-ри Батальон карабинери „Лигурия“ (2º Battaglione „Liguria“)

    - 3-ти Батальон карабинери „Ломбардия“ (3º Battaglione „Lombardia“)
    - 4-ти Батальон карабинери „Венето“ (4º Battaglione „Veneto“)
    - 5-и Полк карабинери „Емилия – Романя“ (5º Reggimento „Emilia-Romagna“)
      - 6-и Батальон карабинери „Тоскана“ (6º Battaglione „Toscana“)

    - 8-и Полк карабинери „Лацио“ (8° Reggimento carabinieri „Lazio“)
      - 9-и Батальон карабинери „Сардиния“ (9º Battaglione „Sardegna“)

    - 10-и Полк карабинери „Кампания“ (10º Reggimento „Campania“)
    - 11-и Батальон карабинери „Пулия“ (11º Battaglione „Puglia“)
    - 12-и Батальон карабинери „Сицилия“ (12º Battaglione „Sicilia“)

  - 2-ра Мобилна бригада карабинери (2ª Brigata mobile carabinieri) (основното подразделение за борба с тероризма и мироопазващи операции зад граница. По-високоподготвени подразделения от тези на 1-ва Бригада, включително GIS – най-елитното контратерористично подразделение на Карабинерите)
    - Група за специална интервенция (Gruppo di intervento speciale) (контратерористичният батальон на Карабинрите)
    - 1-ви Парашутен полк карабинери „Тоскана“ (1º Reggimento carabinieri paracadutisti „Tuscania“)
    - 7-и Полк карабинери „Трентино – Алто Адидже“ (7º Reggimento carabinieri „Trentino-Alto Adige“)
    - 13-и Полк карабинери „Фриули – Венеция Джулия“ (13º Reggimento carabinieri „Friuli Venezia Giulia“)
    - Многонационално специализирано подразделение (Multinational Specialized Unit) (формира се от подразделенията на бригадата за задгранични операции)
- Център за подготовка на полицейски стабилизационни сили (Centro di eccellenza per le Unità di polizia di stabilità (Center of Excellence for Stability Police Units, CoESPU))
- Командване карабинери на Министерството на външните работи (Comando carabinieri Ministero Affari Esteri)
- Специална оперативна групировка (Raggruppamento operativo speciale) (следствена служба за борба с Мафията и тероризма) (бригада)
  - 6 подразделения (reparti, полкови еквиваленти, Genoa, Naples, Milan, Padua, Rome and Turin), 26 секции (sezioni, ротни еквиваленти) и 2 ядра (nuclei, мобилни подразделения)
- Дивизия специализирани части (Divisione unità specializzate)
  - Въздушномобилна групировка на карабинерите (Raggruppamento aeromobili carabinieri) (авиацията на службата, бригада)
  - Командване карабинери към Националната банка на Италия (Comando carabinieri Banca d'Italia) (оперативно подчинено на банката)
  - Командване карабинери на политиката по земеделието и храните (Comando carabinieri politiche agricole e alimentari) (оперативно подчинено на Министерството на земеделието и храните)
  - Командване карабинери за защита на труда (Comando carabinieri per la tutela del lavoro) (оперативно подчинено на Министерството на труда и социалната политика)
  - Командване карабинери за защита на културното наследство (Comando carabinieri per la tutela del patrimonio culturale) (оперативно подчинено на Министерството на културата)
  - Командване карабинери за защита на здравето (Comando carabinieri per la tutela della salute) (оперативно подчинено на Министерството на здравеопазването)
  - Командване карабинери за защита на околната среда (Comando carabinieri per la tutela dell'ambiente) (оперативно подчинено на Министерството на околната среда)
  - Командване карабинери за борба с фалшифицирането на валута (Comando carabinieri antifalsificazione monetaria) (оперативно подчинено на Министерството на финансите)
  - Групировка карабинери криминолози (Raggruppamento carabinieri investigazioni scientifiche) (бригада, персоналът на криминалистичните лаборатории. Дори по името на тази служба италианската версия на популярния американски телевизионен сериал „От местопрестъплението“ (CSI: Crime Scene Investigation) е озаглавен „Г.К.К. – Неперфектни престъпления“ (R.I.S. – Delitti imperfetti) и проследява в пет сезона работата на художествени герои служители на службата в Парма. Подобно на американския сериал със своите различни варианти („От местопрестъплението: Маями“ и „От местопрестъплението: Лас Вегас“) и италианският има своето продължение „R.I.S. – Roma“, в което действието се пренася в службата в Рим.)
    - Криминоложка служба Рим (RIS di Roma)
    - Криминоложка служба Парма (RIS di Parma)
    - Криминоложка служба Каляри (RIS di Cagliari)
    - Криминоложка служба Месина (RIS di Messina)
    - Подразделение за криминоложки анализи (RAC – Reparto Analisi Criminologiche)
    - Подразделение за информационни технологии (RTI – Reparto Tecnologie Informatiche)
    - 29 криминоложки секции (Sezione investigazioni scientifiche) (не са подчинени на четирите криминоложки служби, но три трудности могат да изпращат случаите си на тях, защото службите в Рим, Парма, Каляри и Месина разполагат с много по-голям персонал от специалисти и по-съвършена техника)

  - Сили на карабинерите, прикрепени към конституционните органи на държавната власт:
    - Полк кирасири (Reggimento corazzieri) (Почетна конна гвардия на Президента на Републиката, чисто представително-церемониални функции)
    - Подразделение карабинери на Президентството на Републиката (Reparto carabinieri Presidenza della Repubblica) (осигуряват безопасността на Президента и неговите резиденции в Италия и зад граница)
    - Командване карабинери на Сената на Републиката (Comando carabinieri Senato della Repubblica)
    - Командване карабинери на Камарата на депутатите (Comando carabinieri Camera dei deputati)
    - Командване карабинери на Конституционния съд (Comando carabinieri Corte costituzionale)
    - Командване карабинери на Касационния съд (Comando carabinieri Corte dei conti)
    - Подразделение карабинери на Председателя на Съвета на министрите (премиера) (Reparto carabinieri Presidenza del Consiglio dei Ministri)
    - Подразделение карабинери на Националния съвет на икономиката и труда (Reparto carabinieri Consiglio nazionale dell'economia e del lavoro)

  - Междуведомствени служби (Organismi interforze) (служби към Министерството на правосъдието и Министерството на вътрешните работи, чиито персонал включва карабинери)
    - Департамент за обществена сигурност (Dipartimento della pubblica sicurezza) (към МВР)
      - Разследваща дирекция антимафия (Direzione investigativa antimafia – D.I.A.)
      - Централна дирекция за борба с наркотрафика (Direzione centrale per i servizi antidroga – D.C.S.A.)
      - Служба за координация и планиране на полицейските сили (Ufficio per il coordinamento e la pianificazione delle forze di polizia)
      - Централна междуведомствена служба за лична сигурност (Ufficio centrale interforze per la sicurezza personale)
      - Централна дирекция на криминалната полиция (Direzione centrale della polizia criminale)
      - Школа за специализация на полицейските сили (Scuola di perfezionamento per le forze di polizia)

### Военна полиция (Polizia militare)
- - към италианските въоръжени сили
    - Личен състав, прикрепен към военносъдебните органи (Personale in servizio presso gli uffici della magistratura militare italiana)
    - Поделение карабинери към кабинета на Министъра на отбраната (Reparto Carabinieri presso il Gabinetto del Ministero della Difesa)
    - Поделение карабинери към Генералния щаб на отбраната (Reparto Carabinieri presso lo stato maggiore della difesa)
      - Поделение карабинери към Висшия институт за отбранителни науки (Reparto Carabinieri presso il Centro alti studi per la difesa)
      - Поделение карабинери към Съвместното междувидово оперативно командване (Reparto Carabinieri presso il Comando operativo di vertice interforze)
      - Поделение карабинери към Поделението за информация и сигурност (Reparto Carabinieri presso il II Reparto informazioni e sicurezza)

    - Командване карабинери на Военния флот (Comando carabinieri per la Marina Militare) (Рим);
      - Група карабинери на ВМС (Gruppo CC MM) (Рим) (батальонен еквивалент с 4 роти и 30 станции);
      - Поделение карабинери на Агенцията за сигурност на Щаба на ВМС (Reparto carabinieri agenzia di sicurezza dello S.M.M.) (полкови еквивалент с 8 интеррегионални агенции);

    - Командване карабинери на Военното въздухоплаване (Comando carabinieri per l'Aeronautica Militare) (Рим);
      - 3 групи карабинери на ВВС (Gruppi CC AM) (Рим, Милано и Бари) (батальонни еквиваленти с общо 10 роти и 61 станции);
      - Поделение карабинери на Агенцията за обща сигурност на Щаба на ВВС (Reparto generale sicurezza A.M.);

    - Отделна група карабинери (Gruppo Carabinieri autonomo);
      - Поделение карабинери на Щаба на Армията (Reparto Carabinieri stato maggiore dell'Esercito);
      - Секции и ядра към висшите командвания на Армията и тиловите организации (Sezioni e nuclei presso alti comandi dell'Esercito e dell'area industriale interforze);
      - Поделение карабинери за защита на класифицираната информация (Reparto Carabinieri segredifesa);
        - Поделение карабинери към Генералната дирекция за военен персонал (Reparto Carabinieri presso la Direzione generale del personale militare);

    - Групировка части за отбрана (Raggruppamento unità difesa – R.U.D.) (Прикрепена към Агенцията за информация и външна сигурност (Agenzia informazioni e sicurezza esterna), италианското външно разузнаване).

  - към съюзни и чуждестранни организации
    - към структури на НАТО (Organismi NATO)
      - карабинери към италианското представителство при Висшия политически съвет на НАТО в Брюксел (Rappresentanza permanente d'Italia presso il Consiglio atlantico di Bruxelles)
      - карабинери към италианското военно представителство при Върховното съюзническо командване в Европа (Rappresentanza militare italiana presso il Comando supremo delle potenze alleate in Europa)
      - карабинери към Командването на операциите в Монс, Белгия (Supreme Headquarters Allied Powers Europe – SHAPE / Command for Operations)
      - карабинери към Съюзното съвместно командване на силите в Неапол (Allied Joint Force Command Naples – JFC Naples)
        - карабинери към Съюзното командване на морския компонент в Неапол (Allied Force Maritime Component – CC MAR HQ Napoli)
        - карабинери към Съюзното командване на сухопътния компонент в Мадрид, Испания (Allied Force Land Component Command – CC LAND HQ Madrid)

      - карабинери към Съюзното командване на сухопътния компонент в Хайделберг, Германия (Allied Force Land Component Command – CC LAND HQ Heidelberg)
      - карабинери към Командването на НАТО във Виченца (Comando NATO Vicenza)
      - карабинери към Италианския корпус за бързо реагиране а НАТО (NATO Rapid Deployable Corps Italy – NRDC-ITA) (Солбиате Олона)
      - карабинери към Колежа по отбраната на НАТО в Рим (NATO Defense College – Roma)
      - ядро карабинери към SATCOM (Nucleo carabinieri SATCOM) (Боско Киезануова до Верона и Таркиния до Витербо)

    - към структури на ЕС (Organismi dell'Unione europea)
      - карабинери към Постоянното представителство на Италия към ЕС (Rappresentanza permanente d'Italia presso l'Unione Europea)
      - карабинери към Европейските жандармерийски сили (Forza di gendarmeria europea – EUROGENDFOR)

    - към други структури (Altri organismi)
      - карабинери към Щаба на Африканското командване на Армията на САЩ във Виченца (United States Army Africa – USARAF – HQ Vicenza) (тъй като е разположено на италианска територия охраната на външния периметър е възложена на карабинерите)

### Учебни структури
КОМАНДВАНЕ НА УЧИЛИЩАТА НА ВОЙСКИТЕ НА КАРАБИНЕРИТЕ (Comando delle scuole dell'Arma dei carabinieri)
- Офицерска школа на карабинерите (Scuola ufficiali carabinieri) (Рим)
- Подофицерска и сержантска школа на карабинерите (Scuola allievi marescialli e brigadieri carabinieri) (Флоренция)
- Новобрански легион на карабинерите (Legione allievi carabinieri)
  - Новобранска школа на карабинерите в Рим (Scuola allievi carabinieri di Roma)
  - Новобранска школа на карабинерите в Торино (Scuola allievi carabinieri di Torino)
  - Новобранска школа на карабинерите в Кампобасо (Scuola allievi carabinieri di Campobasso)
  - Новобранска школа на карабинерите в Реджо Калабрия (Scuola allievi CC di Reggio Calabria)
  - Новобранска школа на карабинерите в Иглесиас (Scuola allievi carabinieri di Iglesias)
- Школа на карабинерите за специализирана стрелкова подготовка в Рим (Scuola carabinieri di perfezionamento al tiro di Roma)
- Чуждоезиков център на карабинерите (Centro lingue estere dell'Arma dei carabinieri)
- Център за приложна психология (Centro di psicologia applicata)
- Висш институт за разследващи техники на карабинерите (Istituto superiore di tecniche investigative dell'Arma dei carabinieri)
- Спортен център на карабинерите (Centro Sportivo Carabinieri)
- Специализирани центрове за подготовка (Centri per la formazione dei specializzati):
  - в авиобаза Пратика ди Маре, Рим: летателен персонал
  - във Вал Гардена: ски и алпинизъм
  - в Генуа: водолазно дело
  - във Флоренция: служебни кучета
  - в Рим: езда
  - в Ливорно: парашутно дело и специални операции
  - във Велетри край Рим: информационни технологии